# Franciaország a 2012. évi nyári olimpiai játékokon
Franciaország a nagy-britanniai Londonban megrendezett 2012. évi nyári olimpiai játékok egyik részt vevő nemzete volt. Az országot az olimpián 28 sportágban 324 sportoló képviselte, akik összesen 35 érmet szereztek.

## Érmesek
| Érem  | Versenyző | Sportág       | Versenyszám                    |
| ----- | --- | ------------- | ------------------------------ |
| Arany | Renaud Lavillenie | Atlétika      | Férfi rúdugrás                 |
| Arany | Teddy Riner | Cselgáncs     | Férfi nehézsúly                |
| Arany | Lucie Décosse | Cselgáncs     | Női középsúly                  |
| Arany | Tony Estanguet | Kajak-kenu    | Férfi szlalom kenu egyes       |
| Arany | Emilie Fer | Kajak-kenu    | Női szlalom kajak egyes        |
| Arany | Julie Bresset | Kerékpározás  | Női terep-kerékpározás         |
| Arany | Nemzeti válogatott Bertrand Gille Cédric Sorhaindo Daniel Narcisse Daouda Karaboué Didier Dinart Guillaume Gille Guillaume Joli Jérôme Fernandez Luc Abalo Michaël Guigou Nikola Karabatić Samuel Honrubia Thierry Omeyer William Accambray Xavier Barachet | Kézilabda     | Férfi                          |
| Arany | Florent Manaudou | Úszás         | Férfi 50 m gyors               |
| Arany | Yannick Agnel | Úszás         | Férfi 200 m gyors              |
| Arany | Amaury Leveaux Fabien Gilot Clément Lefert Yannick Agnel Alain Bernard Jérémy Stravius | Úszás         | Férfi 4 × 100 m gyorsváltó     |
| Arany | Camille Muffat | Úszás         | Női 400 m gyors                |
| Ezüst | Mahiedine Mekhissi-Benabbad | Atlétika      | Férfi 3000 m akadály           |
| Ezüst | Germain Chardin Dorian Mortelette | Evezés        | Férfi kormányos nélküli kettes |
| Ezüst | Grégory Baugé | Kerékpározás  | Férfi egyéni sprint            |
| Ezüst | Grégory Baugé Michael D'almeida Kévin Sireau | Kerékpározás  | Férfi csapatsprint             |
| Ezüst | Bryan Coquard | Kerékpározás  | Férfi omnium                   |
| Ezüst | Nemzeti válogatott Isabelle Yacoubou Endéné Miyem Clémence Beikes Sandrine Gruda Edwige Lawson-Wade Céline Dumerc Florence Lepron Emilie Gomis Marion Laborde Elodie Godin Emmeline Ndongue Jennifer Digbeu                                                 | Kosárlabda    | Női                            |
| Ezüst | Céline Goberville | Sportlövészet | Női légpisztoly                |
| Ezüst | Anne-Caroline Graffe | Taekwondo     | Női nehézsúly                  |
| Ezüst | Michaël Llodra Jo-Wilfried Tsonga | Tenisz        | Férfi páros                    |
| Ezüst | Amaury Leveaux Grégory Mallet Clément Lefert Yannick Agnel Jérémy Stravius | Úszás         | Férfi 4 × 200 m gyorsváltó     |
| Ezüst | Camille Muffat | Úszás         | Női 200 m gyors                |
| Bronz | Christophe Lemaitre Pierre-Alexis Pessonneaux Ronald Pognon Jimmy Vicaut | Atlétika      | Férfi 4 × 100 m váltó          |
| Bronz | Steeve Guénot | Birkózás      | Férfi kötöttfogás, 66 kg       |
| Bronz | Ugo Legrand | Cselgáncs     | Férfi könnyűsúly               |
| Bronz | Priscilla Gneto | Cselgáncs     | Női harmatsúly                 |
| Bronz | Automne Pavia | Cselgáncs     | Női könnyűsúly                 |
| Bronz | Gévrise Émane | Cselgáncs     | Női váltósúly                  |
| Bronz | Audrey Tcheuméo | Cselgáncs     | Női félnehézsúly               |
| Bronz | Delphine Racinet | Sportlövészet | Női trap                       |
| Bronz | Marlene Harnois | Taekwondo     | Női pehelysúly                 |
| Bronz | Julien Benneteau Richard Gasquet | Tenisz        | Férfi páros                    |
| Bronz | Hamilton Sabot | Torna         | Férfi korlát                   |
| Bronz | Camille Muffat Charlotte Bonnet Ophélie Etienne Coralie Balmy Margaux Farrell Mylene Lazare | Úszás         | Női 4 × 200 m gyorsváltó       |
| Bronz | Jonathan Lobert | Vitorlázás    | Férfi finn dingi               |

## Asztalitenisz
Férfi
| Versenyző       | Versenyszám | Selejtező         | 64-es főtábla     | 48-as főtábla     | 32-es főtábla                                | Nyolcaddöntő      | Negyeddöntő       | Elődöntő          | Döntő             | Helyezés |
| Versenyző       | Versenyszám | Ellenfél Eredmény | Ellenfél Eredmény | Ellenfél Eredmény | Ellenfél Eredmény                            | Ellenfél Eredmény | Ellenfél Eredmény | Ellenfél Eredmény | Ellenfél Eredmény | Helyezés |
| --------------- | ----------- | ----------------- | ----------------- | ----------------- | -------------------------------------------- | ----------------- | ----------------- | ----------------- | ----------------- | -------- |
| Adrien Mattenet | Egyes       | erőnyerő          | erőnyerő          | erőnyerő          | Weixing Chen (AUT) · 3–11, 14–16, 6–11, 9–11 | kiesett           | kiesett           | kiesett           | kiesett           | 17.      |

Női
| Versenyző    | Versenyszám | Selejtező         | 64-es főtábla                                      | 48-as főtábla                                                   | 32-es főtábla                              | Nyolcaddöntő      | Negyeddöntő       | Elődöntő          | Döntő             | Helyezés |
| Versenyző    | Versenyszám | Ellenfél Eredmény | Ellenfél Eredmény                                  | Ellenfél Eredmény                                               | Ellenfél Eredmény                          | Ellenfél Eredmény | Ellenfél Eredmény | Ellenfél Eredmény | Ellenfél Eredmény | Helyezés |
| ------------ | ----------- | ----------------- | -------------------------------------------------- | --------------------------------------------------------------- | ------------------------------------------ | ----------------- | ----------------- | ----------------- | ----------------- | -------- |
| Xue Li       | Egyes       | erőnyerő          | erőnyerő                                           | Lay Jian Fang (AUS) · 11–7, 13–11, 7–11, 11–3, 9–11, 9–11, 11–6 | Yanfei Shen (ESP) · 5–11, 2–11, 8–11, 3–11 | kiesett           | kiesett           | kiesett           | kiesett           | 17.      |
| Yi Fang Xian | Egyes       | erőnyerő          | Sarah Hanffou (CMR) · 8–11, 11–7, 11–7, 11–3, 11–6 | Ri Myong-Sun (PRK) · 11–9, 11–6, 6–11, 11–9, 8–11, 11–6         | Wang Jue Gu (SIN) · 9–11, 8–11, 6–11, 4–11 | kiesett           | kiesett           | kiesett           | kiesett           | 17.      |

## Atlétika
Férfi
| Versenyző                                                                | Versenyszám     | Selejtező | Selejtező | Selejtező | Előfutam | Előfutam | Előfutam | Elődöntő | Elődöntő | Elődöntő | Döntő         | Döntő         |
| Versenyző                                                                | Versenyszám     | Idő       | Hely.     | Össz.     | Idő      | Hely.    | Össz.    | Idő      | Hely.    | Össz.    | Idő           | Helyezés      |
| ------------------------------------------------------------------------ | --------------- | --------- | --------- | --------- | -------- | -------- | -------- | -------- | -------- | -------- | ------------- | ------------- |
| Jimmy Vicaut                                                             | 100 m           | kiemelt   | kiemelt   | kiemelt   | 10,11    | 2.       | 11.*     | 10,16    | 6.       | 17.*     | kiesett       | kiesett       |
| Christophe Lemaitre                                                      | 200 m           |           |           |           | 20,34    | 1.       | 3.       | 20,03    | 3.       | 3.       | 20,19         | 6.            |
| Pierre-Ambroise Bosse                                                    | 800 m           |           |           |           | 1:46,03  | 4.       | 8.       | 1:45,10  | 4.       | 11.      | kiesett       | kiesett       |
| Yoann Kowal                                                              | 1500 m          |           |           |           | 3:41,12  | 3.       | 21.      | 3:43,48  | 8.       | 21.      | kiesett       | kiesett       |
| Florian Carvalho                                                         | 1500 m          |           |           |           | 3:37,05  | 7.       | 7.       | 3:40,61  | 13.      | 13.      | kiesett       | kiesett       |
| Jamale Aarrass                                                           | 1500 m          |           |           |           | 3:45,13  | 12.      | 37.      | kiesett  | kiesett  | kiesett  | kiesett       | kiesett       |
| Hassan Hirt                                                              | 5000 m          |           |           |           | 13:35,36 | 11.      | 26.      |          |          |          | kiesett       | kiesett       |
| Abdellatif Meftah                                                        | Maraton         |           |           |           |          |          |          |          |          |          | nem ért célba | nem ért célba |
| Patrick Tambwe                                                           | Maraton         |           |           |           |          |          |          |          |          |          | nem ért célba | nem ért célba |
| Abraham Kiprotich                                                        | Maraton         |           |           |           |          |          |          |          |          |          | nem ért célba | nem ért célba |
| Garfield Darien                                                          | 110 m gát       |           |           |           | 13,54    | 4.       | 21.      | 13,48    | 5.       | 16.      | kiesett       | kiesett       |
| Dimitri Bascou                                                           | 110 m gát       |           |           |           | 13,57    | 4.       | 23.      | 13,55    | 6.       | 18.*     | kiesett       | kiesett       |
| Ladji Doucouré                                                           | 110 m gát       |           |           |           | 13,67    | 4.       | 28.*     | 13,74    | 8.       | 22.      | kiesett       | kiesett       |
| Mahiedine Mekhissi-Benabbad                                              | 3000 m akadály  |           |           |           | 8:16,23  | 1.       | 1.       |          |          |          | 8:19,08       |               |
| Vincent Zouaoui-Dandrieaux                                               | 3000 m akadály  |           |           |           | 8:36,96  | 8.       | 27.      |          |          |          | kiesett       | kiesett       |
| Jimmy Vicaut Christophe Lemaitre Pierre-Alexis Pessonneaux Ronald Pognon | 4 × 100 m váltó |           |           |           | 38,15    | 4.       | 6.       |          |          |          | 38,16         |               |
| Bertrand Moulinet                                                        | 20 km gyaloglás |           |           |           |          |          |          |          |          |          | 1:20:12       | 8.            |
| Bertrand Moulinet                                                        | 50 km gyaloglás |           |           |           |          |          |          |          |          |          | 3:45:35       | 12.           |
| Cédric Houssaye                                                          | 50 km gyaloglás |           |           |           |          |          |          |          |          |          | 3:55:16       | 31.           |
| Yohan Diniz                                                              | 50 km gyaloglás |           |           |           |          |          |          |          |          |          | kizárták      | kizárták      |

| Versenyző         | Versenyszám   | Selejtező | Selejtező | Döntő    | Döntő    |
| Versenyző         | Versenyszám   | Eredmény  | Helyezés  | Eredmény | Helyezés |
| ----------------- | ------------- | --------- | --------- | -------- | -------- |
| Mickaël Hanany    | Magasugrás    | 226 cm    | 8.***     | 220 cm   | 13.*     |
| Renaud Lavillenie | Rúdugrás      | 565 cm    | 1.*       | 597 cm   |          |
| Romain Mesnil     | Rúdugrás      | 560 cm    | 6.        | 550 cm   | 9T .     |
| Salim Sdiri       | Távolugrás    | 771 cm    | 23.       | kiesett  | kiesett  |
| Benjamin Compaoré | Hármasugrás   | 17,06 m   | 3.        | 17,08 m  | 6.       |
| Jerome Bortoluzzi | Kalapácsvetés | 74,15 m   | 14.       | kiesett  | kiesett  |
| Quentin Bigot     | Kalapácsvetés | 72,42 m   | 24.       | kiesett  | kiesett  |
| Nicolas Figere    | Kalapácsvetés | 69,74 m   | 32.       | kiesett  | kiesett  |

| Versenyző   | Versenyszám | 100 m | 100 m | Távolugrás | Távolugrás | Súlylökés | Súlylökés | Magasugrás | Magasugrás | 400 m | 400 m | 110 m gát | 110 m gát | Diszkoszvetés | Diszkoszvetés | Rúdugrás | Rúdugrás | Gerelyhajítás | Gerelyhajítás | 1500 m  | 1500 m | Végeredmény | Végeredmény |
| Versenyző   | Versenyszám | Idő   | Pont  | Eredmény   | Pont       | Eredmény  | Pont      | Eredmény   | Pont       | Idő   | Pont  | Idő       | Pont      | Eredmény      | Pont          | Eredmény | Pont     | Eredmény      | Pont          | Idő     | Pont   | Pont        | Helyezés    |
| ----------- | ----------- | ----- | ----- | ---------- | ---------- | --------- | --------- | ---------- | ---------- | ----- | ----- | --------- | --------- | ------------- | ------------- | -------- | -------- | ------------- | ------------- | ------- | ------ | ----------- | ----------- |
| Kévin Mayer | Tízpróba    | 11,32 | 791   | 717 cm     | 854        | 14,05 m   | 731       | 205 cm     | 850        | 48,76 | 873   | 15,59     | 780       | 41,20 m       | 689           | 470 cm   | 819      | 62,41 m       | 774           | 4:23,02 | 791    | 7952        | 15.         |

Női
| Versenyző                                                            | Versenyszám     | Selejtező | Selejtező | Selejtező | Előfutam | Előfutam | Előfutam | Elődöntő | Elődöntő | Elődöntő | Döntő   | Döntő    |
| Versenyző                                                            | Versenyszám     | Idő       | Hely.     | Össz.     | Idő      | Hely.    | Össz.    | Idő      | Hely.    | Össz.    | Idő     | Helyezés |
| -------------------------------------------------------------------- | --------------- | --------- | --------- | --------- | -------- | -------- | -------- | -------- | -------- | -------- | ------- | -------- |
| Véronique Mang                                                       | 100 m           | kiemelt   | kiemelt   | kiemelt   | 11,41    | 6.       | 32.***   | kiesett  | kiesett  | kiesett  | kiesett | kiesett  |
| Myriam Soumaré                                                       | 100 m           | kiemelt   | kiemelt   | kiemelt   | 11,07    | 2.       | 11.**    | 11,13    | 5.       | 11.      | kiesett | kiesett  |
| Myriam Soumaré                                                       | 200 m           |           |           |           | 22,70    | 2.       | 8.       | 22,56    | 3.       | 8.       | 22,63   | 7.       |
| Reïna-Flor Okori                                                     | 100 m gát       |           |           |           | 13,01    | 2.       | 14.**    | kizárták | kizárták | kizárták | kiesett | kiesett  |
| Myriam Soumaré Ayodele Ikuesan Lina Jacques-Sébastien Johanna Danois | 4 × 100 m váltó |           |           |           | kizárták | kizárták | kizárták |          |          |          | kiesett | kiesett  |
| Phara Anacharsis Muriel Hurtis-Houairi Marie Gayot Floria Guei       | 4 × 400 m váltó |           |           |           | 3:25,94  | 3.       | 6.       |          |          |          | 3:25,92 | 6.       |

| Versenyző               | Versenyszám   | Selejtező | Selejtező | Döntő    | Döntő    |
| Versenyző               | Versenyszám   | Eredmény  | Helyezés  | Eredmény | Helyezés |
| ----------------------- | ------------- | --------- | --------- | -------- | -------- |
| Melanie Skotnik-Melfort | Magasugrás    | 193 cm    | 2.****    | 193 cm   | 9.       |
| Vanessa Boslak          | Rúdugrás      | 455 cm    | 7.**      | 430 cm   | 10.      |
| Marion Lotout           | Rúdugrás      | 410 cm    | 33.*      | kiesett  | kiesett  |
| Eloyse Lesueur          | Távolugrás    | 648 cm    | 10.       | 667 cm   | 8.       |
| Mélina Robert-Michon    | Diszkoszvetés | 62,47 m   | 12.       | 63,98 m  | 6.       |
| Stéphanie Falzon        | Kalapácsvetés | 71,67 m   | 11.       | 73,06 m  | 9.       |

| Versenyző              | Versenyszám | 100 m gát | 100 m gát | Magasugrás | Magasugrás | Súlylökés | Súlylökés | 200 m | 200 m | Távolugrás | Távolugrás | Gerelyhajítás | Gerelyhajítás | 800 m   | 800 m | Végeredmény | Végeredmény |
| Versenyző              | Versenyszám | Idő       | Pont      | Eredmény   | Pont       | Eredmény  | Pont      | Idő   | Pont  | Eredmény   | Pont       | Eredmény      | Pont          | Idő     | Pont  | Pont        | Helyezés    |
| ---------------------- | ----------- | --------- | --------- | ---------- | ---------- | --------- | --------- | ----- | ----- | ---------- | ---------- | ------------- | ------------- | ------- | ----- | ----------- | ----------- |
| Antoinette Nana Djimou | Hétpróba    | 12,96     | 1130      | 180 cm     | 978        | 14,26 m   | 811       | 24,72 | 913   | 613 cm     | 890        | 55,87 m       | 974           | 2:13,62 | 912   | 6576        | 6.          |
| Marisa de Aniceto      | Hétpróba    | 13,74     | 1015      | 171 cm     | 867        | 13,09 m   | 733       | 25,26 | 863   | 576 cm     | 777        | 51,98 m       | 899           | 2:16,20 | 876   | 6030        | 21.         |

* - egy másik versenyzővel azonos eredményt ért el

** - két másik versenyzővel azonos eredményt ért el

*** - három másik versenyzővel azonos eredményt ért el

**** - hat másik versenyzővel azonos eredményt ért el

## Birkózás

### Férfi
Kötöttfogású
| Versenyző         | Versenyszám | Selejtező         | Nyolcaddöntő                       | Negyeddöntő                               | Elődöntő                        | Vigaszág első kör | Vigaszág elődöntő            | Bronz- mérkőzés                    | Döntő             | Helyezés |
| Versenyző         | Versenyszám | Ellenfél Eredmény | Ellenfél Eredmény                  | Ellenfél Eredmény                         | Ellenfél Eredmény               | Ellenfél Eredmény | Ellenfél Eredmény            | Ellenfél Eredmény                  | Ellenfél Eredmény | Helyezés |
| ----------------- | ----------- | ----------------- | ---------------------------------- | ----------------------------------------- | ------------------------------- | ----------------- | ---------------------------- | ---------------------------------- | ----------------- | -------- |
| Tarik Belmadani   | 60 kg       | erőnyerő          | Jarkko Ala-Huikku (FIN) · 2–0, 2–0 | Macumoto Rjútaró (JPN) · 0–1, 0–1         | kiesett                         |                   |                              |                                    |                   | 9.       |
| Steeve Guénot     | 66 kg       | erőnyerő          | Wuilexis Rivas (VEN) · 1–0, 1–0    | Saeid Abdevali (IRI) · 3–0, 1–0           | Kim Hjonu (KOR) · 2–1, 0–1, 0–1 |                   |                              | Pedro Mulens (CUB) · 4–0, 1–0      |                   |          |
| Christophe Guénot | 74 kg       | erőnyerő          | Zied Ayet Ikram (TUN) · 3–0, 2–0   | Roman Vlaszov (RUS) · 0–2, 2–0, 0–1       |                                 |                   | Mark Madsen (DEN) · 2–3, 0–1 | kiesett                            |                   | 8.       |
| Mélonin Noumonvi  | 84 kg       | erőnyerő          | Rami Hietaniemi (FIN) · 2–0, 1–0   | Karam Gáber Ibráhím (EGY) · 0–2, 3–0, 0–2 |                                 |                   | Nenad Žugaj (CRO) · 1–0, 2–0 | Damian Janikowski (POL) · 0–1, 0–1 |                   | 5.       |

Szabadfogású
| Versenyző   | Versenyszám | Selejtező         | Nyolcaddöntő                        | Negyeddöntő       | Elődöntő          | Vigaszág első kör | Vigaszág elődöntő | Bronz- mérkőzés   | Döntő             | Helyezés |
| Versenyző   | Versenyszám | Ellenfél Eredmény | Ellenfél Eredmény                   | Ellenfél Eredmény | Ellenfél Eredmény | Ellenfél Eredmény | Ellenfél Eredmény | Ellenfél Eredmény | Ellenfél Eredmény | Helyezés |
| ----------- | ----------- | ----------------- | ----------------------------------- | ----------------- | ----------------- | ----------------- | ----------------- | ----------------- | ----------------- | -------- |
| Didier Pais | 60 kg       | erőnyerő          | Hassan Madany (EGY) · 0–3, 2–0, 4–4 | kiesett           | kiesett           |                   |                   |                   |                   | 11.      |

### Női
Szabadfogású
| Versenyző      | Versenyszám | Selejtező         | Nyolcaddöntő                          | Negyeddöntő       | Elődöntő          | Vigaszág első kör | Vigaszág elődöntő | Bronz- mérkőzés   | Döntő             | Helyezés |
| Versenyző      | Versenyszám | Ellenfél Eredmény | Ellenfél Eredmény                     | Ellenfél Eredmény | Ellenfél Eredmény | Ellenfél Eredmény | Ellenfél Eredmény | Ellenfél Eredmény | Ellenfél Eredmény | Helyezés |
| -------------- | ----------- | ----------------- | ------------------------------------- | ----------------- | ----------------- | ----------------- | ----------------- | ----------------- | ----------------- | -------- |
| Cynthia Vescan | 72 kg       | erőnyerő          | Svetlana Saenko (MDA) · 1–0, 0–1, 0–1 | kiesett           | kiesett           |                   |                   |                   |                   | 12.      |

## Cselgáncs
Férfi
| Versenyző      | Versenyszám  | Selejtező                           | 32-es főtábla                                  | Nyolcaddöntő                                | Negyeddöntő                           | Elődöntő                           | Vigaszág elődöntő                        | Bronz- mérkőzés                      | Döntő                                     | Helyezés |
| Versenyző      | Versenyszám  | Ellenfél Eredmény                   | Ellenfél Eredmény                              | Ellenfél Eredmény                           | Ellenfél Eredmény                     | Ellenfél Eredmény                  | Ellenfél Eredmény                        | Ellenfél Eredmény                    | Ellenfél Eredmény                         | Helyezés |
| -------------- | ------------ | ----------------------------------- | ---------------------------------------------- | ------------------------------------------- | ------------------------------------- | ---------------------------------- | ---------------------------------------- | ------------------------------------ | ----------------------------------------- | -------- |
| Sofiane Milous | Légsúly      | erőnyerő                            | Betkili Shukvani (GEO) · 100(0)–001(1)         | Tony Lomo (SOL) · 020(0)–000(1)             | Hiraoka Hiroaki (JPN) · 001(0)–001(2) |                                    | Hovhannesz Davtjan (ARM) · 001(0)–000(2) | Rishod Sobirov (UZB) · 000(3)–010(0) |                                           | 5.       |
| David Larose   | Harmatsúly   | Golan Pollack (ISR) · 001(1)–000(0) | Dan Fasie (ROU) · 100(0)–000(0)                | Lasha Shavdatuashvili (GEO) · 000(1)–100(0) | kiesett                               | kiesett                            |                                          |                                      |                                           | 9.       |
| Ugo Legrand    | Könnyűsúly   | erőnyerő                            | Tomasz Adamiec (POL) · 010(0)–000(0)           | Hussein Hafiz (EGY) · 100(0)–010(4)         | Dex Elmont (NED) · 000(0)–100(0)      |                                    | Raszul Bokijev (TJK) · 001(0)–000(2)     | Vang Gicshun (KOR) · 010(1)–000(1)   |                                           |          |
| Alain Schmitt  | Váltósúly    |                                     | Guillaume Elmont (NED) · 000(0)–000(1) (bírói) | Emmanuel Lucenti (ARG) · 000(0)–100(0)      | kiesett                               | kiesett                            |                                          |                                      |                                           | 9.       |
| Romain Buffet  | Középsúly    |                                     | Karolis Bauža (LTU) · 001(0)–010(0)            | kiesett                                     | kiesett                               | kiesett                            |                                          |                                      |                                           | 17.      |
| Thierry Fabre  | Félnehézsúly |                                     | Ramadan Darwish (EGY) · 001(1)–000(2)          | Najdangín Tüvsinbajar (MGL) · 000(0)–100(0) | kiesett                               | kiesett                            |                                          |                                      |                                           | 9.       |
| Teddy Riner    | Nehézsúly    |                                     | Janusz Wojnarowicz (POL) · 010(0)–000(3)       | Faicel Jaballah (TUN) · 101(0)–000(2)       | Óscar Brayson (CUB) · 100(0)–000(1)   | Kim Szongmin (KOR) · 010(0)–000(3) |                                          |                                      | Alekszandr Mihajlin (RUS) · 010(1)–000(3) |          |

Női
| Versenyző            | Versenyszám  | Selejtező                            | Nyolcaddöntő                               | Negyeddöntő                                            | Elődöntő                             | Vigaszág elődöntő                       | Bronz- mérkőzés                          | Döntő                                | Helyezés |
| Versenyző            | Versenyszám  | Ellenfél Eredmény                    | Ellenfél Eredmény                          | Ellenfél Eredmény                                      | Ellenfél Eredmény                    | Ellenfél Eredmény                       | Ellenfél Eredmény                        | Ellenfél Eredmény                    | Helyezés |
| -------------------- | ------------ | ------------------------------------ | ------------------------------------------ | ------------------------------------------------------ | ------------------------------------ | --------------------------------------- | ---------------------------------------- | ------------------------------------ | -------- |
| Laëtitia Payet       | Légsúly      | erőnyerő                             | Sarah Menezes (BRA) · 000(1)–001(0)        | kiesett                                                | kiesett                              |                                         |                                          |                                      | 9.       |
| Priscilla Gneto      | Harmatsúly   | He Hongmei (CHN) · 011(1)–001(2)     | Joana Ramos (POR) · 100(1)–000(0)          | An Kume (PRK) · 001(3)–010(2)                          |                                      | Kim Gjongok (KOR) · 002(1)–000(2)       | Ilse Heylen (BEL) · 101(2)–001(2)        |                                      |          |
| Automne Pavia        | Könnyűsúly   | Sarah Clark (GBR) · 010(0)–000(1)    | Carli Renzi (AUS) · 015(1)–000(3)          | Sabrina Filzmoser (AUT) · 003(1)–000(2)                | Macumoto Kaori (JPN) · 000(0)–001(0) |                                         | Karakas Hedvig (HUN) · 001(1)–000(2)     |                                      |          |
| Gévrise Émane        | Váltósúly    | Gemma Howell (GBR) · 100(0)–000(H)   | Yaritza Abel (CUB) · 000(1)–000(1) (bírói) | Cedevszürengín Mönhdzajá (MGL) · 000(1)–000(1) (bírói) |                                      | Alice Schlesinger (ISR) · 001(0)–000(2) | Csong Daun (KOR) · 000(0)–000(0) (bírói) |                                      |          |
| Lucie Décosse        | Középsúly    | erőnyerő                             | Kelita Zupancic (CAN) · 100(1)–000(1)      | Yuri Alvear (COL) · 100(0)–000(0)                      | Hvang Jeszul (KOR) · 001(0)–000(2)   |                                         |                                          | Kerstin Thiele (GER) · 012(0)–000(0) |          |
| Audrey Tcheuméo      | Félnehézsúly | Amy Cotton (CAN) · 001(0)–000(1)     | Marina Priscsepa (UKR) · 100(0)–000(0)     | Yang Xiuli (CHN) · 010(1)–000(1)                       | Gemma Gibbons (GBR) · 000(0)–100(0)  |                                         | Joó Abigél (HUN) · 100(0)–000(1)         |                                      |          |
| Anne-Sophie Mondière | Nehézsúly    | Maria Altheman (BRA) · 000(0)–010(1) | kiesett                                    | kiesett                                                | kiesett                              |                                         |                                          |                                      | 17.      |

## Evezés
Férfi
| Versenyző                                                             | Versenyszám                          | Előfutam | Előfutam | Vigaszág | Vigaszág | Elődöntő | Elődöntő | Elődöntő | Döntő | Döntő   | Döntő | Helyezés |
| Versenyző                                                             | Versenyszám                          | Idő      | Hely.    | Idő      | Hely.    | Típus    | Idő      | Hely.    | Típus | Idő     | Hely. | Helyezés |
| --------------------------------------------------------------------- | ------------------------------------ | -------- | -------- | -------- | -------- | -------- | -------- | -------- | ----- | ------- | ----- | -------- |
| Julien Bahain Cédric Berrest                                          | Kétpárevezős                         | 6:19,61  | 3.       |          |          | A/B      | 6:29,61  | 5.       | B     | 6:26,44 | 4.    | 10.      |
| Germain Chardin Dorian Mortelette                                     | Kormányos nélküli kettes             | 6:17,22  | 2.       |          |          | A/B      | 6:58,67  | 2.       | A     | 6:21,11 | 2.    |          |
| Benjamin Chabanet Matthieu Androdias Pierre-Jean Peltier Adrien Hardy | Négypárevezős                        | 5:44,25  | 3.       |          |          | A/B      | 6:12,81  | 4.       | B     | 6:02,12 | 4.    | 10.      |
| Stany Delayre Jérémie Azou                                            | Könnyűsúlyú kétpárevezős             | 6:40,89  | 1.       |          |          | A/B      | 6:37,29  | 2.       | A     | 6:42,69 | 4.    | 4.       |
| Thomas Baroukh Franck Solforosi Nicolas Moutton Fabrice Moreau        | Könnyűsúlyú kormányos nélküli négyes | 5:50,79  | 1.       |          |          | A/B      | 6:06,90  | 4.       | B     | 6:08,37 | 1.    | 7.       |

## Íjászat
Férfi
| Versenyző                                      | Versenyszám | Selejtező | Selejtező | 64-es főtábla                       | 32-es főtábla                      | Nyolcaddöntő                   | Negyeddöntő                                                                         | Elődöntő          | Döntő             | Helyezés |
| Versenyző                                      | Versenyszám | Pont      | Kiemelt   | Ellenfél Eredmény                   | Ellenfél Eredmény                  | Ellenfél Eredmény              | Ellenfél Eredmény                                                                   | Ellenfél Eredmény | Ellenfél Eredmény | Helyezés |
| ---------------------------------------------- | ----------- | --------- | --------- | ----------------------------------- | ---------------------------------- | ------------------------------ | ----------------------------------------------------------------------------------- | ----------------- | ----------------- | -------- |
| Gaël Prevost                                   | Egyéni      | 679       | 6.        | Philippe Kouassi (CIV) (59.) · 6–3  | Thomas Faucheron (FRA) (27.) · 7–3 | Viktor Ruban (UKR) (43.) · 4–6 | kiesett                                                                             | kiesett           | kiesett           | 9.       |
| Thomas Faucheron                               | Egyéni      | 665       | 27.       | Witthaya Thamwong (THA) (38.) · 6–0 | Gaël Prevost (FRA) (27.) · 3–7     | kiesett                        | kiesett                                                                             | kiesett           | kiesett           | 17.      |
| Romain Girouille                               | Egyéni      | 677       | 9.        | Nay Myo Aung (MYA) (56.) · 5–6      | kiesett                            | kiesett                        | kiesett                                                                             | kiesett           | kiesett           | 33.      |
| Thomas Faucheron Romain Girouille Gaël Prevost | Csapat      | 2021      | 2.        |                                     |                                    | erőnyerő                       | Mexikó (MEX) · Juan René Serrano · Luis Eduardo Vélez · Luis Álvarez (7.) · 212–220 | kiesett           | kiesett           | 8.       |

Női
| Versenyző       | Versenyszám | Selejtező | Selejtező | 64-es főtábla                    | 32-es főtábla                             | Nyolcaddöntő                    | Negyeddöntő                    | Elődöntő          | Döntő             | Helyezés |
| Versenyző       | Versenyszám | Pont      | Kiemelt   | Ellenfél Eredmény                | Ellenfél Eredmény                         | Ellenfél Eredmény               | Ellenfél Eredmény              | Ellenfél Eredmény | Ellenfél Eredmény | Helyezés |
| --------------- | ----------- | --------- | --------- | -------------------------------- | ----------------------------------------- | ------------------------------- | ------------------------------ | ----------------- | ----------------- | -------- |
| Bérengère Schuh | Egyéni      | 640       | 37.       | Kavanaka Kaori (JPN) (28.) · 6–2 | Lin Csia-en (Lin Jia-En) (TPE) (5.) · 6–5 | Cshö Hjondzsu (KOR) (21.) · 6–5 | Khatuna Lorig (USA) (4.) · 2–6 | kiesett           | kiesett           | 8.       |

## Kajak-kenu

### Síkvízi
Férfi
| Versenyző                     | Versenyszám        | Előfutam | Előfutam | Előfutam | Elődöntő | Elődöntő | Elődöntő | Döntő | Döntő    | Döntő    | Helyezés |
| Versenyző                     | Versenyszám        | Idő      | Hely.    | Össz.    | Idő      | Hely.    | Össz.    | Típus | Idő      | Helyezés | Helyezés |
| ----------------------------- | ------------------ | -------- | -------- | -------- | -------- | -------- | -------- | ----- | -------- | -------- | -------- |
| Maxime Beaumont               | Kajak egyes 200 m  | 35,571   | 2.       | 6.       | 35,814   | 2.       | 4.       | A     | 36,688   | 4.       | 4.       |
| Cyrille Carré                 | Kajak egyes 1000 m | 3:32,705 | 5.       | 10.      | 3:38,981 | 8.       | 14.      | B     | 3:33,513 | 4.       | 12.      |
| Arnaud Hybois Sébastien Jouve | Kajak kettes 200 m | 32,933   | 3.       | 3.       | 32,668   | 3.       | 4.       | A     | 35,012   | 4.       | 4.       |
| Mathieu Goubel                | Kenu egyes 200 m   | 41,248   | 1.       | 3.       | 41,938   | 2.       | 8.       | A     | 44,045   | 7.       | 7.       |
| Mathieu Goubel                | Kenu egyes 1000 m  | 3:58,122 | 1.       | 4.       | 3:51,811 | 1.       | 1.       | A     | 3:50,758 | 5.       | 5.       |

Női
| Versenyző                                               | Versenyszám        | Előfutam | Előfutam | Előfutam | Elődöntő | Elődöntő | Elődöntő | Döntő | Döntő    | Döntő    | Helyezés |
| Versenyző                                               | Versenyszám        | Idő      | Hely.    | Össz.    | Idő      | Hely.    | Össz.    | Típus | Idő      | Helyezés | Helyezés |
| ------------------------------------------------------- | ------------------ | -------- | -------- | -------- | -------- | -------- | -------- | ----- | -------- | -------- | -------- |
| Marie Delattre Joanne Mayer Sarah Guyot Gabrielle Tuleu | Kajak négyes 500 m | 1:40,022 | 3.       | 8.       | 1:33,303 | 5.       | 5.       | A     | 1:35,299 | 8.       | 8.       |

### Szlalom
| Versenyző                      | Versenyszám       | Selejtező | Selejtező | Selejtező | Selejtező | Selejtező     | Selejtező     | Elődöntő | Elődöntő | Döntő  | Döntő    |
| Versenyző                      | Versenyszám       | 1. futam  | 1. futam  | 2. futam  | 2. futam  | Jobb eredmény | Jobb eredmény | Elődöntő | Elődöntő | Döntő  | Döntő    |
| Versenyző                      | Versenyszám       | Pont      | Hely.     | Pont      | Hely.     | Pont          | Hely.         | Pont     | Hely.    | Pont   | Helyezés |
| ------------------------------ | ----------------- | --------- | --------- | --------- | --------- | ------------- | ------------- | -------- | -------- | ------ | -------- |
| Etienne Daille                 | Férfi kajak egyes | 90,12     | 7.        | 241,73    | 22.       | 90,12         | 13.           | 100,55   | 10.      | 101,87 | 7.       |
| Tony Estanguet                 | Férfi kenu egyes  | 93,24     | 2.*       | 99,20     | 10.       | 93,24         | 6.*           | 101,67   | 3.       | 97,06  |          |
| Gauthier Klauss Matthieu Péché | Férfi kenu kettes | 96,98     | 1         | 151,03    | 12        | 96,98         | 1             | 109,27   | 3.       | 109,17 | 4.       |
| Emilie Fer                     | Női kajak egyes   | 112,77    | 12.       | 106,46    | 8.        | 106,46        | 10.           | 109,73   | 3.       | 105,90 |          |

* - egy másik versenyzővel azonos eredményt ért el

## Kerékpározás

### BMX
| Versenyző             | Versenyszám | Selejtező | Selejtező | Negyeddöntő | Negyeddöntő | Elődöntő | Elődöntő | Döntő   | Döntő    | Helyezés |
| Versenyző             | Versenyszám | Idő       | Helyezés  | Pont        | Helyezés    | Pont     | Helyezés | Idő     | Helyezés | Helyezés |
| --------------------- | ----------- | --------- | --------- | ----------- | ----------- | -------- | -------- | ------- | -------- | -------- |
| Joris Daudet          | Férfi       | 38,221    | 2.        | 7           | 2.          | 16       | 6.       | kiesett | kiesett  | 11.      |
| Quentin Caleyron      | Férfi       | 38,637    | 9.        | 19          | 3.          | 18       | 6.       | kiesett | kiesett  | 12.      |
| Moana Moo-Caille      | Férfi       | 40,015    | 28.       | 23          | 6.          | kiesett  | kiesett  | kiesett | kiesett  | 22.      |
| Laëtitia Le Corguillé | Női         | 38,976    | 4.        |             |             | 15       | 4.       | 38,476  | 4.       | 4.       |
| Magalie Pottier       | Női         | 39,778    | 7.        |             |             | 6        | 2.       | 39,395  | 7.       | 7.       |

### Hegyi-kerékpározás
| Versenyző              | Versenyszám        | Idő              | Helyezés      |
| ---------------------- | ------------------ | ---------------- | ------------- |
| Stephane Tempier       | Férfi terepverseny | 1:31:30 (+2:23)  | 11.           |
| Jean-Christophe Péraud | Férfi terepverseny | 1:37:07 (+8:00)  | 29.           |
| Julien Absalon         | Férfi terepverseny | nem ért célba    | nem ért célba |
| Julie Bresset          | Női terepverseny   | 1:30:52          |               |
| Pauline Ferrand Prevot | Női terepverseny   | 1:42:21 (+11:29) | 26.           |

### Országúti kerékpározás
Férfi
| Versenyző        | Versenyszám   | Idő                 | Helyezés      |
| ---------------- | ------------- | ------------------- | ------------- |
| Arnaud Demare    | Mezőnyverseny | 5:46:37 (+0:40)     | 30.           |
| Tony Gallopin    | Mezőnyverseny | 5:46:37 (+0:40)     | 86.           |
| Mickaël Bourgain | Mezőnyverseny | nem ért célba       | nem ért célba |
| Sylvain Chavanel | Mezőnyverseny | 5:46:05 (+0:08)     | 20.           |
| Sylvain Chavanel | Időfutam      | 56:07,67 (+5:28,13) | 29.           |

Női
| Versenyző              | Versenyszám   | Idő                 | Helyezés        |
| ---------------------- | ------------- | ------------------- | --------------- |
| Pauline Ferrand Prevot | Mezőnyverseny | 3:35:56 (+0:27)     | 8.              |
| Aude Biannic           | Mezőnyverseny | 3:35:56 (+0:27)     | 10.             |
| Audrey Cordon          | Mezőnyverseny | limitidőn kívül     | limitidőn kívül |
| Audrey Cordon          | Időfutam      | 40:40,51 (+3:05,69) | 15.             |

### Pálya-kerékpározás
Sprintversenyek
| Versenyző                                    | Versenyszám  | Selejtező | Selejtező | 1. forduló                           | Vigaszág                                           | Vigaszág | 2. forduló                         | Vigaszág               | Vigaszág | 9–12. helyért          | 9–12. helyért | Negyeddöntő                                                                       | 5–8. helyért           | 5–8. helyért | Elődöntő                             | Döntő                                                                   | Helyezés |
| Versenyző                                    | Versenyszám  | Idő       | Hely.     | Ellenfél Győztes idő                 | Ellenfelek Győztes idő                             | Hely.    | Ellenfél Győztes idő               | Ellenfelek Győztes idő | Hely.    | Ellenfelek Győztes idő | Hely.         | Ellenfél Győztes idő                                                              | Ellenfelek Győztes idő | Hely.        | Ellenfél Győztes idő                 | Ellenfél Győztes idő                                                    | Helyezés |
| -------------------------------------------- | ------------ | --------- | --------- | ------------------------------------ | -------------------------------------------------- | -------- | ---------------------------------- | ---------------------- | -------- | ---------------------- | ------------- | --------------------------------------------------------------------------------- | ---------------------- | ------------ | ------------------------------------ | ----------------------------------------------------------------------- | -------- |
| Grégory Baugé                                | Férfi egyéni | 9,952     | 2.        | Zafírisz Volikákisz (GRE) · kizárták |                                                    |          | Nakagava Szeiicsiró (JPN) · 10,490 |                        |          |                        |               | Robert Förstemann (GER) · 10,472; 10,300                                          |                        |              | Shane Perkins (AUS) · 10,358; 10,268 | Jason Kenny (GBR) · 10,232; 10,308                                      |          |
| Grégory Baugé Michaël D'Almeida Kévin Sireau | Férfi csapat | 43,097    | 2.        |                                      |                                                    |          |                                    |                        |          |                        |               | Új-Zéland (NZL) · Edward Dawkins · Ethan Mitchell · Simon van Velthooven · 42,991 |                        |              |                                      | Nagy-Britannia (GBR) · Philip Hindes · Chris Hoy · Jason Kenny · 43,013 |          |
| Virginie Cueff                               | Női egyéni   | 11,439    | 15.       | Kristina Vogel (GER) · 11,605        | Willy Kanis (NED) · Daniela Larreal (VEN) · 11,643 | 2.       | kiesett                            | kiesett                | kiesett  | kiesett                | kiesett       | kiesett                                                                           | kiesett                | kiesett      | kiesett                              | kiesett                                                                 | 15.      |
| Sandie Clair Virginie Cueff                  | Női csapat   | 33,638    | 6.        |                                      |                                                    |          |                                    |                        |          |                        |               | Németország (GER) · Kristina Vogel · Miriam Welte · 33,707                        | kiesett                | kiesett      | kiesett                              | kiesett                                                                 | 6.       |

Keirin
| Versenyző        | Versenyszám | 1. forduló | Vigaszág | 2. forduló | Döntő    | Helyezés         |
| Versenyző        | Versenyszám | Helyezés   | Helyezés | Helyezés   | Helyezés | Helyezés         |
| ---------------- | ----------- | ---------- | -------- | ---------- | -------- | ---------------- |
| Mickaël Bourgain | Férfi       | 1.         |          | 4.         | 2.       | 7–12. helyért 8. |
| Clara Sanchez    | Női         | 6          | 1.       | 2.         | 4.       | 4.               |

Omnium
| Versenyző     | Versenyszám | 200 méter | 200 méter | 30 km-es pontverseny | 30 km-es pontverseny | Kieséses verseny | 4 km-es egyéni üldözőverseny | 4 km-es egyéni üldözőverseny | 15 km-es scratch | 15 km-es scratch | 1000 m-es időfutam | 1000 m-es időfutam | Összesítés | Összesítés |
| Versenyző     | Versenyszám | Idő       | Hely.     | Pont                 | Hely.                | Hely.            | Eredmény                     | Hely.                        | Lekörözés        | Hely.            | Idő                | Hely.              | Pont       | Helyezés   |
| ------------- | ----------- | --------- | --------- | -------------------- | -------------------- | ---------------- | ---------------------------- | ---------------------------- | ---------------- | ---------------- | ------------------ | ------------------ | ---------- | ---------- |
| Bryan Coquard | Férfi       | 13,347    | 5.        | 51                   | 4.                   | 1.               | 4:30,780                     | 12.                          | 0                | 3.               | 1:03,078           | 4.                 | 29         |            |

| Versenyző     | Versenyszám | 200 méter | 200 méter | 20 km-es pontverseny | 20 km-es pontverseny | Kieséses verseny | 3 km-es egyéni üldözőverseny | 3 km-es egyéni üldözőverseny | 10 km-es scratch | 10 km-es scratch | 500 m-es időfutam | 500 m-es időfutam | Összesítés | Összesítés |
| Versenyző     | Versenyszám | Idő       | Hely.     | Pont                 | Hely.                | Hely.            | Eredmény                     | Hely.                        | Lekörözés        | Hely.            | Idő               | Hely.             | Pont       | Helyezés   |
| ------------- | ----------- | --------- | --------- | -------------------- | -------------------- | ---------------- | ---------------------------- | ---------------------------- | ---------------- | ---------------- | ----------------- | ----------------- | ---------- | ---------- |
| Clara Sanchez | Női         | 14,058    | 2.        | 0                    | 18.                  | 13.              | 3:56,800                     | 18.                          | 0                | 18.              | 35,451            | 3.                | 72         | 14.        |

## Kézilabda

### Férfi
| Francia férfi kézilabdacsapat-játékoskeret                                                                                               | Francia férfi kézilabdacsapat-játékoskeret                                                                                    |
| --- | --- |
| - Luc Abalo - William Accambray - Xavier Barachet - Didier Dinart - Jérôme Fernandez - Bertrand Gille - Guillaume Gille - Michaël Guigou | - Samuel Honrubia - Guillaume Joli - Nikola Karabatić - Daouda Karaboué - Daniel Narcisse - Thierry Omeyer - Cédric Sorhaindo |

#### Eredmények
Csoportkör
A csoport
| Csapat               | M | Gy | D | V | G+  | G–  | Gk  | P  |
| -------------------- | - | -- | - | - | --- | --- | --- | -- |
| Izland (ISL)         | 5 | 5  | 0 | 0 | 167 | 132 | +35 | 10 |
| Franciaország (FRA)  | 5 | 4  | 0 | 1 | 159 | 110 | +49 | 8  |
| Svédország (SWE)     | 5 | 3  | 0 | 2 | 156 | 115 | +41 | 6  |
| Tunézia (TUN)        | 5 | 2  | 0 | 3 | 121 | 125 | −4  | 4  |
| Argentína (ARG)      | 5 | 1  | 0 | 4 | 113 | 138 | −25 | 2  |
| Nagy-Britannia (GBR) | 5 | 0  | 0 | 5 | 96  | 182 | −86 | 0  |

| 2012. július 29. 19:30 (20:30) | Franciaország (FRA) | 44–15       | Nagy-Britannia (GBR) | Copper Box, London Nézőszám: 5000 Játékvezetők: Abdulla, Bamutref (QAT) |
| 2012. július 29. 19:30 (20:30) | Joli 11             | (21–7)      | Garnham 6            | Copper Box, London Nézőszám: 5000 Játékvezetők: Abdulla, Bamutref (QAT) |
| 2012. július 29. 19:30 (20:30) | 2× 2×               | Jegyzőkönyv | 4× 3× 1×             | Copper Box, London Nézőszám: 5000 Játékvezetők: Abdulla, Bamutref (QAT) |

| 2012. július 31. 21:15 (22:15) | Argentína (ARG)         | 20–32       | Franciaország (FRA) | Copper Box, London Nézőszám: 3906 Játékvezetők: Olesen, Peders (DEN) |
| 2012. július 31. 21:15 (22:15) | Fernández, Riccobelli 4 | (9–17)      | Karabatić 7         | Copper Box, London Nézőszám: 3906 Játékvezetők: Olesen, Peders (DEN) |
| 2012. július 31. 21:15 (22:15) | 2× 3×                   | Jegyzőkönyv | 2× 3×               | Copper Box, London Nézőszám: 3906 Játékvezetők: Olesen, Peders (DEN) |

| 2012. augusztus 2. 11:15 (12:15) | Franciaország (FRA) | 25–19       | Tunézia (TUN) | Copper Box, London Nézőszám: 4670 Játékvezetők: Nikolić, Stojković (SRB) |
| 2012. augusztus 2. 11:15 (12:15) | Narcisse 7          | (12–11)     | Bannour 5     | Copper Box, London Nézőszám: 4670 Játékvezetők: Nikolić, Stojković (SRB) |
| 2012. augusztus 2. 11:15 (12:15) | 5× 4×               | Jegyzőkönyv | 7× 4×         | Copper Box, London Nézőszám: 4670 Játékvezetők: Nikolić, Stojković (SRB) |

| 2012. augusztus 4. 19:30 (20:30) | Izland (ISL) | 30–29       | Franciaország (FRA) | Copper Box, London Nézőszám: 4521 Játékvezetők: Krstić, Ljubić (SLO) |
| 2012. augusztus 4. 19:30 (20:30) | Petersson 6  | (16–15)     | Fernandez 9         | Copper Box, London Nézőszám: 4521 Játékvezetők: Krstić, Ljubić (SLO) |
| 2012. augusztus 4. 19:30 (20:30) | 7× 3×        | Jegyzőkönyv | 4× 2×               | Copper Box, London Nézőszám: 4521 Játékvezetők: Krstić, Ljubić (SLO) |

| 2012. augusztus 6. 21:15 (22:15) | Franciaország (FRA) | 29–26       | Svédország (SWE)    | Copper Box, London Nézőszám: 4833 Játékvezetők: Gubica, Milošević (CRO) |
| 2012. augusztus 6. 21:15 (22:15) | Narcisse 6          | (18–12)     | Ekberg, Andersson 5 | Copper Box, London Nézőszám: 4833 Játékvezetők: Gubica, Milošević (CRO) |
| 2012. augusztus 6. 21:15 (22:15) | 1× 3×               | Jegyzőkönyv | 2× 3×               | Copper Box, London Nézőszám: 4833 Játékvezetők: Gubica, Milošević (CRO) |

Negyeddöntő
| 2012. augusztus 8. 14:30 (15:30) | Spanyolország (ESP) | 22–23       | Franciaország (FRA) | Basketball Arena, London Nézőszám: 8890 Játékvezetők: Nikolić, Stojković (SRB) |
| 2012. augusztus 8. 14:30 (15:30) | Tomás 6             | (12–9)      | Accambray 7         | Basketball Arena, London Nézőszám: 8890 Játékvezetők: Nikolić, Stojković (SRB) |
| 2012. augusztus 8. 14:30 (15:30) | 3× 4×               | Jegyzőkönyv | 3× 4×               | Basketball Arena, London Nézőszám: 8890 Játékvezetők: Nikolić, Stojković (SRB) |

Elődöntő
| 2012. augusztus 10. 20:30 (21:30) | Franciaország (FRA) | 25–22       | Horvátország (CRO) | Basketball Arena, London Nézőszám: 9849 Játékvezetők: Abrahamsen, Kristiansen (NOR) |
| 2012. augusztus 10. 20:30 (21:30) | három játékos 4     | (12–10)     | Horvat 6           | Basketball Arena, London Nézőszám: 9849 Játékvezetők: Abrahamsen, Kristiansen (NOR) |
| 2012. augusztus 10. 20:30 (21:30) | 2× 4×               | Jegyzőkönyv | 2× 4×              | Basketball Arena, London Nézőszám: 9849 Játékvezetők: Abrahamsen, Kristiansen (NOR) |

Döntő
| 2012. augusztus 12. 15:00 (16:00) | Svédország (SWE) | 21–22       | Franciaország (FRA) | Basketball Arena, London Nézőszám: 9627 Játékvezetők: Krstić, Ljubić (SLO) |
| 2012. augusztus 12. 15:00 (16:00) | Ekberg 6         | (8–10)      | Guigou 5            | Basketball Arena, London Nézőszám: 9627 Játékvezetők: Krstić, Ljubić (SLO) |
| 2012. augusztus 12. 15:00 (16:00) | 4× 3×            | Jegyzőkönyv | 2× 4×               | Basketball Arena, London Nézőszám: 9627 Játékvezetők: Krstić, Ljubić (SLO) |

| Csapat              | Helyezés |
| ------------------- | -------- |
| Franciaország (FRA) |          |

### Női
| Francia női kézilabdacsapat-játékoskeret                                                                                      | Francia női kézilabdacsapat-játékoskeret                                                                                            |
| --- | --- |
| - Camille Ayglon - Paule Baudouin - Blandine Dancette - Cléopâtre Darleux - Siraba Dembélé - Audrey Deroin - Sophie Herbrecht | - Nina Kamto Njitam - Alexandra Lacrabère - Amandine Leynaud - Claudine Mendy - Allison Pineau - Mariama Signaté - Raphaëlle Tervel |

#### Eredmények
Csoportkör
B csoport
| Csapat              | M | Gy | D | V | G+  | G–  | Gk  | P |
| ------------------- | - | -- | - | - | --- | --- | --- | - |
| Franciaország (FRA) | 5 | 4  | 1 | 0 | 125 | 103 | +22 | 9 |
| Dél-Korea (KOR)     | 5 | 3  | 1 | 1 | 136 | 130 | +6  | 7 |
| Spanyolország (ESP) | 5 | 3  | 1 | 1 | 119 | 114 | +5  | 7 |
| Norvégia (NOR)      | 5 | 2  | 1 | 2 | 118 | 120 | −2  | 5 |
| Dánia (DEN)         | 5 | 1  | 0 | 4 | 113 | 121 | −8  | 2 |
| Svédország (SWE)    | 5 | 0  | 0 | 5 | 108 | 131 | −23 | 0 |

| 2012. július 28. 21:15 (22:15) | Norvégia (NOR) | 23–24       | Franciaország (FRA) | Copper Box, London Nézőszám: 3968 Játékvezetők: Krstić, Ljubić (SLO) |
| 2012. július 28. 21:15 (22:15) | Alstad 5       | (12–17)     | Baudouin, Signaté 5 | Copper Box, London Nézőszám: 3968 Játékvezetők: Krstić, Ljubić (SLO) |
| 2012. július 28. 21:15 (22:15) | 2× 3×          | Jegyzőkönyv | 5× 4× 1×            | Copper Box, London Nézőszám: 3968 Játékvezetők: Krstić, Ljubić (SLO) |

| 2012. július 30. 16:15 (17:15) | Franciaország (FRA) | 18–18       | Spanyolország (ESP) | Copper Box, London Nézőszám: 4671 Játékvezetők: Horáček, Novotný (CZE) |
| 2012. július 30. 16:15 (17:15) | Dembélé 6           | (7–10)      | Mangué 6            | Copper Box, London Nézőszám: 4671 Játékvezetők: Horáček, Novotný (CZE) |
| 2012. július 30. 16:15 (17:15) | 6× 3× 1×            | Jegyzőkönyv | 4× 4×               | Copper Box, London Nézőszám: 4671 Játékvezetők: Horáček, Novotný (CZE) |

| 2012. augusztus 1. 14:30 (15:30) | Franciaország (FRA) | 29–17       | Svédország (SWE) | Copper Box, London Nézőszám: 4638 Játékvezetők: Gubica, Milošević (CRO) |
| 2012. augusztus 1. 14:30 (15:30) | három játékos 4     | (16–11)     | Ahlm 6           | Copper Box, London Nézőszám: 4638 Játékvezetők: Gubica, Milošević (CRO) |
| 2012. augusztus 1. 14:30 (15:30) | 2× 3×               | Jegyzőkönyv | 1× 3×            | Copper Box, London Nézőszám: 4638 Játékvezetők: Gubica, Milošević (CRO) |

| 2012. augusztus 3. 11:15 (12:15) | Dél-Korea (KOR) | 21–24       | Franciaország (FRA) | Copper Box, London Nézőszám: 4568 Játékvezetők: Nikolić, Stojković (SRB) |
| 2012. augusztus 3. 11:15 (12:15) | Szim Hein 6     | (12–10)     | Lacrabère 4         | Copper Box, London Nézőszám: 4568 Játékvezetők: Nikolić, Stojković (SRB) |
| 2012. augusztus 3. 11:15 (12:15) | 3× 2×           | Jegyzőkönyv | 2× 4×               | Copper Box, London Nézőszám: 4568 Játékvezetők: Nikolić, Stojković (SRB) |

| 2012. augusztus 5. 21:15 (22:15) | Dánia (DEN) | 24–30       | Franciaország (FRA) | Copper Box, London Nézőszám: 4616 Játékvezetők: Duţă, Florescu (ROU) |
| 2012. augusztus 5. 21:15 (22:15) | Nørgaard 10 | (10–17)     | Nijtam 6            | Copper Box, London Nézőszám: 4616 Játékvezetők: Duţă, Florescu (ROU) |
| 2012. augusztus 5. 21:15 (22:15) | 2× 3×       | Jegyzőkönyv | 1× 2×               | Copper Box, London Nézőszám: 4616 Játékvezetők: Duţă, Florescu (ROU) |

Negyeddöntő
| 2012. augusztus 7. 20:30 (21:30) | Franciaország (FRA) | 22–23       | Montenegró (MNE)        | Copper Box, London Nézőszám: 4559 Játékvezetők: Olesen, Pedersen (DEN) |
| 2012. augusztus 7. 20:30 (21:30) | Signaté 5           | (13–13)     | Popović, K. Bulatović 6 | Copper Box, London Nézőszám: 4559 Játékvezetők: Olesen, Pedersen (DEN) |
| 2012. augusztus 7. 20:30 (21:30) | 2× 3×               | Jegyzőkönyv | 3× 4×                   | Copper Box, London Nézőszám: 4559 Játékvezetők: Olesen, Pedersen (DEN) |

| Csapat              | Helyezés |
| ------------------- | -------- |
| Franciaország (FRA) | 5.       |

## Kosárlabda

### Férfi
| Francia férfi kosárlabdacsapat-játékoskeret                                                       | Francia férfi kosárlabdacsapat-játékoskeret                                                     |
| ------------------------------------------------------------------------------------------------- | ----------------------------------------------------------------------------------------------- |
| - Nicolas Batum - Yannick Bokolo - Fabien Causeur - Nando de Colo - Boris Diaw - Yakhouba Diawara | - Mickaël Gelabale - Tony Parker - Florent Piétrus - Kevin Séraphin - Ali Traore - Ronny Turiaf |

#### Eredmények
Csoportkör
A csoport
| Csapat                 | M | Gy | V | P+  | P–  | Pk   | PA    | P  |
| ---------------------- | - | -- | - | --- | --- | ---- | ----- | -- |
| Egyesült Államok (USA) | 5 | 5  | 0 | 589 | 398 | +191 | 1,480 | 10 |
| Franciaország (FRA)    | 5 | 4  | 1 | 376 | 378 | −2   | 0,995 | 9  |
| Argentína (ARG)        | 5 | 3  | 2 | 448 | 424 | +24  | 1,057 | 8  |
| Litvánia (LTU)         | 5 | 2  | 3 | 395 | 399 | −4   | 0,990 | 7  |
| Nigéria (NGR)          | 5 | 1  | 4 | 338 | 456 | −118 | 0,741 | 6  |
| Tunézia (TUN)          | 5 | 0  | 5 | 320 | 411 | −91  | 0,779 | 5  |

| 2012. július 29. 14:30 (15:30) | Egyesült Államok (USA)                   | 98–71     | Franciaország (FRA) | Basketball Arena, London Játékvezetők: Cristiano Maranho (BRA), Saša Pukl (SLO), Michael Aylen (AUS) |
| 2012. július 29. 14:30 (15:30) | (22–21, 30–15, 26–15, 20–20) Jegyzőkönyv |           |                     | Basketball Arena, London Játékvezetők: Cristiano Maranho (BRA), Saša Pukl (SLO), Michael Aylen (AUS) |
| 2012. július 29. 14:30 (15:30) | Durant 22                                | Pont      | Traore 12           | Basketball Arena, London Játékvezetők: Cristiano Maranho (BRA), Saša Pukl (SLO), Michael Aylen (AUS) |
| 2012. július 29. 14:30 (15:30) | Chandler, Durant 9                       | Lepattanó | Turiaf 9            | Basketball Arena, London Játékvezetők: Cristiano Maranho (BRA), Saša Pukl (SLO), Michael Aylen (AUS) |
| 2012. július 29. 14:30 (15:30) | James 8                                  | Gólpassz  | de Colo 3           | Basketball Arena, London Játékvezetők: Cristiano Maranho (BRA), Saša Pukl (SLO), Michael Aylen (AUS) |

| 2012. július 31. 20:00 (21:00) | Franciaország (FRA)                      | 71–64     | Argentína (ARG) | Basketball Arena, London Játékvezetők: Juan Arteaga (ESP), Marcos Benito (BRA), Luigi Lamonica (ITA) |
| 2012. július 31. 20:00 (21:00) | (19–12, 13–17, 23–24, 16–11) Jegyzőkönyv |           |                 | Basketball Arena, London Játékvezetők: Juan Arteaga (ESP), Marcos Benito (BRA), Luigi Lamonica (ITA) |
| 2012. július 31. 20:00 (21:00) | Parker 17                                | Pont      | Ginóbili 26     | Basketball Arena, London Játékvezetők: Juan Arteaga (ESP), Marcos Benito (BRA), Luigi Lamonica (ITA) |
| 2012. július 31. 20:00 (21:00) | Batum 7                                  | Lepattanó | Scola 8         | Basketball Arena, London Játékvezetők: Juan Arteaga (ESP), Marcos Benito (BRA), Luigi Lamonica (ITA) |
| 2012. július 31. 20:00 (21:00) | Parker 5                                 | Gólpassz  | Prigioni 8      | Basketball Arena, London Játékvezetők: Juan Arteaga (ESP), Marcos Benito (BRA), Luigi Lamonica (ITA) |

| 2012. augusztus 2. 09:00 (10:00) | Franciaország (FRA)                     | 82–74     | Litvánia (LTU) | Basketball Arena, London Játékvezetők: Christos Christodoulou (GRE), Ilija Belošević (SRB), Jorge Vázquez (PUR) |
| 2012. augusztus 2. 09:00 (10:00) | (25–21, 14–22, 20–9, 23–22) Jegyzőkönyv |           |                | Basketball Arena, London Játékvezetők: Christos Christodoulou (GRE), Ilija Belošević (SRB), Jorge Vázquez (PUR) |
| 2012. augusztus 2. 09:00 (10:00) | Parker 27                               | Pont      | Kleiza 17      | Basketball Arena, London Játékvezetők: Christos Christodoulou (GRE), Ilija Belošević (SRB), Jorge Vázquez (PUR) |
| 2012. augusztus 2. 09:00 (10:00) | Turiaf 10                               | Lepattanó | Kleiza 7       | Basketball Arena, London Játékvezetők: Christos Christodoulou (GRE), Ilija Belošević (SRB), Jorge Vázquez (PUR) |
| 2012. augusztus 2. 09:00 (10:00) | Diaw 8                                  | Gólpassz  | Jasikevičius 5 | Basketball Arena, London Játékvezetők: Christos Christodoulou (GRE), Ilija Belošević (SRB), Jorge Vázquez (PUR) |

| 2012. augusztus 4. 9:00 (10:00) | Tunézia (TUN)                            | 69–73     | Franciaország (FRA) | Basketball Arena, London Játékvezetők: Guerrino Cerebuch (ITA), William Kennedy (USA), Vaughan Mayberry (AUS) |
| 2012. augusztus 4. 9:00 (10:00) | (15–20, 12–15, 16–25, 26–13) Jegyzőkönyv |           |                     | Basketball Arena, London Játékvezetők: Guerrino Cerebuch (ITA), William Kennedy (USA), Vaughan Mayberry (AUS) |
| 2012. augusztus 4. 9:00 (10:00) | Hdidane 20                               | Pont      | Parker 22           | Basketball Arena, London Játékvezetők: Guerrino Cerebuch (ITA), William Kennedy (USA), Vaughan Mayberry (AUS) |
| 2012. augusztus 4. 9:00 (10:00) | Ben Romdhane 8                           | Lepattanó | Batum 8             | Basketball Arena, London Játékvezetők: Guerrino Cerebuch (ITA), William Kennedy (USA), Vaughan Mayberry (AUS) |
| 2012. augusztus 4. 9:00 (10:00) | Laghnej, Mejri 3                         | Gólpassz  | Diaw 5              | Basketball Arena, London Játékvezetők: Guerrino Cerebuch (ITA), William Kennedy (USA), Vaughan Mayberry (AUS) |

| 2012. augusztus 6. 14:30 (15:30) | Franciaország (FRA)                      | 79–73     | Nigéria (NGR)     | Basketball Arena, London Játékvezetők: Recep Ankaralı (TUR), Michael Aylen (AUS), Rabah Noujaim (LIB) |
| 2012. augusztus 6. 14:30 (15:30) | (23–10, 18–20, 15–24, 23–19) Jegyzőkönyv |           |                   | Basketball Arena, London Játékvezetők: Recep Ankaralı (TUR), Michael Aylen (AUS), Rabah Noujaim (LIB) |
| 2012. augusztus 6. 14:30 (15:30) | Batum 23                                 | Pont      | Oguchi 35         | Basketball Arena, London Játékvezetők: Recep Ankaralı (TUR), Michael Aylen (AUS), Rabah Noujaim (LIB) |
| 2012. augusztus 6. 14:30 (15:30) | Batum, Diaw 6                            | Lepattanó | Diogu, A. Aminu 7 | Basketball Arena, London Játékvezetők: Recep Ankaralı (TUR), Michael Aylen (AUS), Rabah Noujaim (LIB) |
| 2012. augusztus 6. 14:30 (15:30) | Parker 7                                 | Gólpassz  | négy játékos 2    | Basketball Arena, London Játékvezetők: Recep Ankaralı (TUR), Michael Aylen (AUS), Rabah Noujaim (LIB) |

Negyeddöntő
| 2012. augusztus 8. 16:15 (17:15) | Franciaország (FRA)                     | 59–66     | Spanyolország (ESP)   | Basketball Arena, London Játékvezetők: Cristiano Maranho (BRA), William Kennedy (USA), Christos Christodoulou (GRE) |
| 2012. augusztus 8. 16:15 (17:15) | (22–17, 15–17, 16–17, 6–15) Jegyzőkönyv |           |                       | Basketball Arena, London Játékvezetők: Cristiano Maranho (BRA), William Kennedy (USA), Christos Christodoulou (GRE) |
| 2012. augusztus 8. 16:15 (17:15) | Parker, Diaw 15                         | Pont      | M. Gasol 14           | Basketball Arena, London Játékvezetők: Cristiano Maranho (BRA), William Kennedy (USA), Christos Christodoulou (GRE) |
| 2012. augusztus 8. 16:15 (17:15) | Diaw 8                                  | Lepattanó | P. Gasol 11           | Basketball Arena, London Játékvezetők: Cristiano Maranho (BRA), William Kennedy (USA), Christos Christodoulou (GRE) |
| 2012. augusztus 8. 16:15 (17:15) | Diaw 5                                  | Gólpassz  | P. Gasol, Fernández 3 | Basketball Arena, London Játékvezetők: Cristiano Maranho (BRA), William Kennedy (USA), Christos Christodoulou (GRE) |

| Csapat              | Helyezés |
| ------------------- | -------- |
| Franciaország (FRA) | 6.       |

### Női
| Francia női kosárlabdacsapat-játékoskeret                                                          | Francia női kosárlabdacsapat-játékoskeret                                                                     |
| -------------------------------------------------------------------------------------------------- | --- |
| - Clémence Beikes - Jennifer Digbeu - Céline Dumerc - Élodie Godin - Émilie Gomis - Sandrine Gruda | - Marion Laborde - Edwige Lawson-Wade - Florence Lepron - Endéné Miyem - Emmeline Ndongue - Isabelle Yacoubou |

#### Eredmények
Csoportkör
B csoport
| Csapat               | M | Gy | V | P+  | P–  | Pk  | PA     | P  |
| -------------------- | - | -- | - | --- | --- | --- | ------ | -- |
| Franciaország (FRA)  | 5 | 5  | 0 | 356 | 319 | +37 | 1,116  | 10 |
| Ausztrália (AUS)     | 5 | 4  | 1 | 314 | 308 | +6  | 1,0195 | 9  |
| Oroszország (RUS)    | 5 | 3  | 2 | 281 | 259 | +22 | 1,085  | 8  |
| Kanada (CAN)         | 5 | 2  | 3 | 265 | 260 | +5  | 1,0192 | 7  |
| Brazília (BRA)       | 5 | 1  | 4 | 329 | 354 | −25 | 0,929  | 6  |
| Nagy-Britannia (GBR) | 5 | 0  | 5 | 327 | 372 | −45 | 0,879  | 5  |

| 2012. július 28. 20:00 (21:00) | Brazília (BRA)                          | 58–73     | Franciaország (FRA) | Basketball Arena, London Játékvezetők: Robert Lottermoser (GER), Rabah Noujaim (LIB), Felicia Grinter (USA) |
| 2012. július 28. 20:00 (21:00) | (20–16, 14–18, 15–18, 9–21) Jegyzőkönyv |           |                     | Basketball Arena, London Játékvezetők: Robert Lottermoser (GER), Rabah Noujaim (LIB), Felicia Grinter (USA) |
| 2012. július 28. 20:00 (21:00) | de Souza 17                             | Pont      | Dumerc 23           | Basketball Arena, London Játékvezetők: Robert Lottermoser (GER), Rabah Noujaim (LIB), Felicia Grinter (USA) |
| 2012. július 28. 20:00 (21:00) | dos Santos 12                           | Lepattanó | Miyem 7             | Basketball Arena, London Játékvezetők: Robert Lottermoser (GER), Rabah Noujaim (LIB), Felicia Grinter (USA) |
| 2012. július 28. 20:00 (21:00) | Moisés Pinto 5                          | Gólpassz  | Dumerc 5            | Basketball Arena, London Játékvezetők: Robert Lottermoser (GER), Rabah Noujaim (LIB), Felicia Grinter (USA) |

| 2012. július 30. 14:30 (15:30) | Franciaország (FRA)                           | 74–70 (h. u.) | Ausztrália (AUS) | Basketball Arena, London Játékvezetők: William Kennedy (USA), Christos Christodoulou (GRE), Peng Ling (CHN) |
| 2012. július 30. 14:30 (15:30) | (11–14, 17–13, 24–24, 13–14, 9–5) Jegyzőkönyv |               |                  | Basketball Arena, London Játékvezetők: William Kennedy (USA), Christos Christodoulou (GRE), Peng Ling (CHN) |
| 2012. július 30. 14:30 (15:30) | Gomis 22                                      | Pont          | Batkovic 17      | Basketball Arena, London Játékvezetők: William Kennedy (USA), Christos Christodoulou (GRE), Peng Ling (CHN) |
| 2012. július 30. 14:30 (15:30) | Yacoubou 7                                    | Lepattanó     | Batkovic 10      | Basketball Arena, London Játékvezetők: William Kennedy (USA), Christos Christodoulou (GRE), Peng Ling (CHN) |
| 2012. július 30. 14:30 (15:30) | Beikes, Dumerc 2                              | Gólpassz      | O’Hea 5          | Basketball Arena, London Játékvezetők: William Kennedy (USA), Christos Christodoulou (GRE), Peng Ling (CHN) |

| 2012. augusztus 1. 9:00 (10:00) | Kanada (CAN)                             | 60–64     | Franciaország (FRA) | Basketball Arena, London Játékvezetők: Luigi Lamonica (ITA), Pablo Estévez (ARG), Shoko Suguro (JPN) |
| 2012. augusztus 1. 9:00 (10:00) | (12–13, 13–15, 15–14, 20–22) Jegyzőkönyv |           |                     | Basketball Arena, London Játékvezetők: Luigi Lamonica (ITA), Pablo Estévez (ARG), Shoko Suguro (JPN) |
| 2012. augusztus 1. 9:00 (10:00) | Thorburn 17                              | Pont      | Gomis 16            | Basketball Arena, London Játékvezetők: Luigi Lamonica (ITA), Pablo Estévez (ARG), Shoko Suguro (JPN) |
| 2012. augusztus 1. 9:00 (10:00) | Achonwa 8                                | Lepattanó | Gruda 6             | Basketball Arena, London Játékvezetők: Luigi Lamonica (ITA), Pablo Estévez (ARG), Shoko Suguro (JPN) |
| 2012. augusztus 1. 9:00 (10:00) | Thorburn 3                               | Gólpassz  | három játékos 3     | Basketball Arena, London Játékvezetők: Luigi Lamonica (ITA), Pablo Estévez (ARG), Shoko Suguro (JPN) |

| 2012. augusztus 3. 20:00 (21:00) | Franciaország (FRA)                             | 80–77 (h. u.) | Nagy-Britannia (GBR) | Basketball Arena, London Játékvezetők: Ilija Belošević (SRB), Oļegs Latiševs (LAT), Snehal Bendke (IND) |
| 2012. augusztus 3. 20:00 (21:00) | (10–13, 17–10, 20–21, 20–23, 13–10) Jegyzőkönyv |               |                      | Basketball Arena, London Játékvezetők: Ilija Belošević (SRB), Oļegs Latiševs (LAT), Snehal Bendke (IND) |
| 2012. augusztus 3. 20:00 (21:00) | Gruda, Lawson-Wade 16                           | Pont          | Leedham 29           | Basketball Arena, London Játékvezetők: Ilija Belošević (SRB), Oļegs Latiševs (LAT), Snehal Bendke (IND) |
| 2012. augusztus 3. 20:00 (21:00) | Godin 8                                         | Lepattanó     | Page, Leedham 8      | Basketball Arena, London Játékvezetők: Ilija Belošević (SRB), Oļegs Latiševs (LAT), Snehal Bendke (IND) |
| 2012. augusztus 3. 20:00 (21:00) | Godin 4                                         | Gólpassz      | Page 3               | Basketball Arena, London Játékvezetők: Ilija Belošević (SRB), Oļegs Latiševs (LAT), Snehal Bendke (IND) |

| 2012. augusztus 5. 9:00 (10:00) | Franciaország (FRA)                     | 65–54     | Oroszország (RUS)         | Basketball Arena, London Játékvezetők: Pablo Estévez (ARG), Saša Pukl (SLO), Szuguro Sóko (JPN) |
| 2012. augusztus 5. 9:00 (10:00) | (10–15, 15–6, 30–13, 10–20) Jegyzőkönyv |           |                           | Basketball Arena, London Játékvezetők: Pablo Estévez (ARG), Saša Pukl (SLO), Szuguro Sóko (JPN) |
| 2012. augusztus 5. 9:00 (10:00) | Dumerc 12                               | Pont      | Beljakova 14              | Basketball Arena, London Játékvezetők: Pablo Estévez (ARG), Saša Pukl (SLO), Szuguro Sóko (JPN) |
| 2012. augusztus 5. 9:00 (10:00) | Yacoubou, Beikes 7                      | Lepattanó | Hammon, Oszipova 5        | Basketball Arena, London Játékvezetők: Pablo Estévez (ARG), Saša Pukl (SLO), Szuguro Sóko (JPN) |
| 2012. augusztus 5. 9:00 (10:00) | Dumerc 3                                | Gólpassz  | Danyilocskina, Oszipova 3 | Basketball Arena, London Játékvezetők: Pablo Estévez (ARG), Saša Pukl (SLO), Szuguro Sóko (JPN) |

Negyeddöntő
| 2012. augusztus 7. 22:15 (23:15) | Franciaország (FRA)                      | 71–68     | Csehország (CZE) | Basketball Arena, London Játékvezetők: Marcos Benito (BRA), Felicia Grinter (USA), Rabah Noujaim (LIB) |
| 2012. augusztus 7. 22:15 (23:15) | (16–12, 12–16, 13–23, 30–17) Jegyzőkönyv |           |                  | Basketball Arena, London Játékvezetők: Marcos Benito (BRA), Felicia Grinter (USA), Rabah Noujaim (LIB) |
| 2012. augusztus 7. 22:15 (23:15) | Dumerc 23                                | Pont      | Vítečková 17     | Basketball Arena, London Játékvezetők: Marcos Benito (BRA), Felicia Grinter (USA), Rabah Noujaim (LIB) |
| 2012. augusztus 7. 22:15 (23:15) | Gruda 7                                  | Lepattanó | Horáková 7       | Basketball Arena, London Játékvezetők: Marcos Benito (BRA), Felicia Grinter (USA), Rabah Noujaim (LIB) |
| 2012. augusztus 7. 22:15 (23:15) | Dumerc 6                                 | Gólpassz  | Horáková 5       | Basketball Arena, London Játékvezetők: Marcos Benito (BRA), Felicia Grinter (USA), Rabah Noujaim (LIB) |

Elődöntő
| 2012. augusztus 9. 21:00 (22:00) | Oroszország (RUS)                        | 64–81     | Franciaország (FRA) | O2 Aréna, London Játékvezetők: Guerrino Cerebuch (ITA), Jorge Vázquez (PUR), Stephen Seibel (CAN) |
| 2012. augusztus 9. 21:00 (22:00) | (15–24, 16–14, 20–21, 13–22) Jegyzőkönyv |           |                     | O2 Aréna, London Játékvezetők: Guerrino Cerebuch (ITA), Jorge Vázquez (PUR), Stephen Seibel (CAN) |
| 2012. augusztus 9. 21:00 (22:00) | Danyilocskina, Hammon 13                 | Pont      | Lawson-Wade 18      | O2 Aréna, London Játékvezetők: Guerrino Cerebuch (ITA), Jorge Vázquez (PUR), Stephen Seibel (CAN) |
| 2012. augusztus 9. 21:00 (22:00) | Vijeru 8                                 | Lepattanó | Gruda 8             | O2 Aréna, London Játékvezetők: Guerrino Cerebuch (ITA), Jorge Vázquez (PUR), Stephen Seibel (CAN) |
| 2012. augusztus 9. 21:00 (22:00) | Hammon 5                                 | Gólpassz  | Lawson-Wade 5       | O2 Aréna, London Játékvezetők: Guerrino Cerebuch (ITA), Jorge Vázquez (PUR), Stephen Seibel (CAN) |

Döntő
| 2012. augusztus 11. 21:00 (22:00) | Egyesült Államok (USA)                   | 86–50     | Franciaország (FRA)   | O2 Aréna, London Játékvezetők: Fernando Sampietro (ARG), Jelena Csernova (RUS), Peng Ling (CHN) |
| 2012. augusztus 11. 21:00 (22:00) | (20–15, 17–10, 26–12, 23–13) Jegyzőkönyv |           |                       | O2 Aréna, London Játékvezetők: Fernando Sampietro (ARG), Jelena Csernova (RUS), Peng Ling (CHN) |
| 2012. augusztus 11. 21:00 (22:00) | Parker 21                                | Pont      | Gruda, Lawson-Wade 12 | O2 Aréna, London Játékvezetők: Fernando Sampietro (ARG), Jelena Csernova (RUS), Peng Ling (CHN) |
| 2012. augusztus 11. 21:00 (22:00) | Parker 11                                | Lepattanó | Ndongue 8             | O2 Aréna, London Játékvezetők: Fernando Sampietro (ARG), Jelena Csernova (RUS), Peng Ling (CHN) |
| 2012. augusztus 11. 21:00 (22:00) | Taurasi 6                                | Gólpassz  | Dumerc 3              | O2 Aréna, London Játékvezetők: Fernando Sampietro (ARG), Jelena Csernova (RUS), Peng Ling (CHN) |

| Csapat              | Helyezés |
| ------------------- | -------- |
| Franciaország (FRA) |          |

## Labdarúgás

### Női
| Francia női labdarúgócsapat-játékoskeret | Francia női labdarúgócsapat-játékoskeret |
| --- | --- |
| - Camille Abily - Sonia Bompastor - Sarah Bouhaddi - Laure Boulleau - Élise Bussaglia - Camille Catala - Marie-Laure Delie - Corine Franco - Laura Georges | - Eugénie Le Sommer - Ophélie Meilleroux - Louisa Nécib - Wendie Renard - Sandrine Soubeyrand - Gaëtane Thiney - Élodie Thomis - Sabrina Viguier |

#### Eredmények
Csoportkör
G csoport
| Csapat                 | M | Gy | D | V | Rg | Kg | Gk | P |
| ---------------------- | - | -- | - | - | -- | -- | -- | - |
| Egyesült Államok (USA) | 3 | 3  | 0 | 0 | 8  | 2  | +6 | 9 |
| Franciaország (FRA)    | 3 | 2  | 0 | 1 | 8  | 4  | +4 | 6 |
| Észak-Korea (PRK)      | 3 | 1  | 0 | 2 | 2  | 6  | −4 | 3 |
| Kolumbia (COL)         | 3 | 0  | 0 | 3 | 0  | 6  | −6 | 0 |

| 2012. július 25. 17:00 (18:00) |

| Egyesült Államok (USA)               | 4–2               | Franciaország (FRA)  |
| ------------------------------------ | ----------------- | -------------------- |
| Wambach 18' Morgan 31' 65' Lloyd 55' | (2–2) Jegyzőkönyv | Thiney 11' Delie 13' |

| Hampden Park, Glasgow Nézőszám: 18 090 Játékvezető: Jamagisi Szacsiko (japán) |

| 2012. július 28. 19:45 (20:45) |

| Franciaország (FRA)                                    | 5–0               | Észak-Korea (PRK) |
| ------------------------------------------------------ | ----------------- | ----------------- |
| Georges 45' Thomis 70' Delie 71' Renard 81' Catala 87' | (1–0) Jegyzőkönyv |                   |

| Hampden Park, Glasgow Nézőszám: 11 743 Játékvezető: Thérèse Neguel (kameruni) |

| 2012. július 31. 17:15 (18:15) |

| Franciaország (FRA) | 1–0               | Kolumbia (COL) |
| ------------------- | ----------------- | -------------- |
| Thomis 5'           | (1–0) Jegyzőkönyv |                |

| St. James’ Park, Newcastle Nézőszám: 13 184 Játékvezető: Quetzalli Alvarado (mexikói) |

Negyeddöntő
| 2012. augusztus 3. 12:00 (13:00) |

| Svédország (SWE) | 1–2               | Franciaország (FRA)    |
| ---------------- | ----------------- | ---------------------- |
| Fischer 18'      | (1–2) Jegyzőkönyv | Georges 29' Renard 39' |

| Hampden Park, Glasgow Nézőszám: 12 689 Játékvezető: Kari Seitz (amerikai) |

Elődöntő
| 2012. augusztus 6. 17:00 (18:00) |

| Franciaország (FRA) | 1–2               | Japán (JPN)              |
| ------------------- | ----------------- | ------------------------ |
| Le Sommer 76'       | (0–1) Jegyzőkönyv | Ógimi 32' Szakagucsi 49' |

| Wembley Stadion, London Nézőszám: 61 482 Játékvezető: Quetzalli Alvarado (mexikói) |

Bronzmérkőzés
| 2012. augusztus 9. 13:00 (14:00) |

| Kanada (CAN)   | 1–0               | Franciaország (FRA) |
| -------------- | ----------------- | ------------------- |
| Matheson 90+2' | (0–0) Jegyzőkönyv |                     |

| Ricoh Arena, Coventry Nézőszám: 12 465 Játékvezető: Jenny Palmqvist (svéd) |

| Csapat              | Helyezés |
| ------------------- | -------- |
| Franciaország (FRA) | 4.       |

## Lovaglás
Díjlovaglás
| Versenyző      | Ló            | Versenyszám | 1. kör | 1. kör | 2. kör | 2. kör | Döntő     | Döntő   | Végeredmény | Végeredmény |
| Versenyző      | Ló            | Versenyszám | 1. kör | 1. kör | 2. kör | 2. kör | Technikai | Művészi | Végeredmény | Végeredmény |
| Versenyző      | Ló            | Versenyszám | Pont   | Hely.  | Pont   | Hely.  | Pont      | Pont    | Pont        | Helyezés    |
| -------------- | ------------- | ----------- | ------ | ------ | ------ | ------ | --------- | ------- | ----------- | ----------- |
| Jessica Michel | Riwera de Hus | Egyéni      | 70,410 | 28.    | 68,810 | 31.    | kiesett   | kiesett | kiesett     | kiesett     |

Díjugratás
| Versenyző                                                     | Ló              | Versenyszám | Selejtező | Selejtező | Selejtező | Selejtező | Selejtező | Selejtező | Selejtező | Selejtező | Döntő   | Döntő   | Döntő   | Végeredmény | Végeredmény |
| Versenyző                                                     | Ló              | Versenyszám | 1. kör    | 1. kör    | 2. kör    | 2. kör    | 2. kör    | 3. kör    | 3. kör    | 3. kör    | 1. kör  | 1. kör  | 2. kör  | Végeredmény | Végeredmény |
| Versenyző                                                     | Ló              | Versenyszám | Bünt.     | Hely.     | Bünt.     | Össz.     | Hely.     | Bünt.     | Össz.     | Hely.     | Bünt.   | Hely.   | Bünt.   | Bünt.       | Helyezés    |
| ------------------------------------------------------------- | --------------- | ----------- | --------- | --------- | --------- | --------- | --------- | --------- | --------- | --------- | ------- | ------- | ------- | ----------- | ----------- |
| Simon Delestre                                                | Napoli du Ry    | Egyéni      | 0         | 1.        | 6         | 6         | 30.       | 8         | 14        | 32.       | 4       | 11.     | 8       | 12          | 19.         |
| Olivier Guillon                                               | Lord de Theize  | Egyéni      | 4         | 42.       | 4         | 8         | 31.       | 8         | 16        | 33.       | 0       | 1.      | 9       | 9           | 12.         |
| Pénélope Leprevost                                            | Mylord Carthago | Egyéni      | 1         | 33.       | 8         | 9         | 47.       | kiesett   | kiesett   | kiesett   | kiesett | kiesett | kiesett | kiesett     | kiesett     |
| Kevin Staut                                                   | Silvana         | Egyéni      | 0         | 1.        | 4         | 4         | 17.       | 4         | 8         | 11.       | 16      | 34.     | kiesett | kiesett     | kiesett     |
| Simon Delestre Olivier Guillon Pénélope Leprevost Kevin Staut | lásd fentebb    | Csapat      |           |           |           |           |           |           | 14        | 12.       | kiesett | kiesett | kiesett | kiesett     | kiesett     |

Lovastusa
| Versenyző                                                                  | Ló                 | Versenyszám | Díjlovaglás | Díjlovaglás | Tereplovaglás | Tereplovaglás | Tereplovaglás | Díjugratás   | Díjugratás   | Díjugratás   | Díjugratás | Végeredmény | Végeredmény |
| Versenyző                                                                  | Ló                 | Versenyszám | Díjlovaglás | Díjlovaglás | Tereplovaglás | Tereplovaglás | Tereplovaglás | Selejtező    | Selejtező    | Selejtező    | Döntő      | Végeredmény | Végeredmény |
| Versenyző                                                                  | Ló                 | Versenyszám | Bünt.       | Hely.       | Bünt.         | Bünt. össz.   | Hely.         | Bünt.        | Bünt. össz.  | Hely.        | Bünt.      | Bünt.       | Helyezés    |
| -------------------------------------------------------------------------- | ------------------ | ----------- | ----------- | ----------- | ------------- | ------------- | ------------- | ------------ | ------------ | ------------ | ---------- | ----------- | ----------- |
| Lionel Guyon                                                               | Nemetis de Lalou   | Egyéni      | 50,90       | 38.         | 20,00         | 70,90         | 38.           | 0,00         | 70,90        | 28.          | 21,00      | 91,90       | 24.         |
| Aurélien Khan                                                              | Cadiz              | Egyéni      | 55,90       | 54.         | 39,60         | 95,50         | 49.           | 7,00         | 102,50       | 45.          | kiesett    | 102,50      | 45.         |
| Denis Mesples                                                              | Oregon de la Vigne | Egyéni      | 61,50       | 66.         | 46,00         | 107,50        | 51.           | 19,00        | 126,50       | 50.          | kiesett    | 126,50      | 50.         |
| Donatien Schauly                                                           | Ocarina du Chanois | Egyéni      | 44,40       | 20.         | 7,20          | 51,60         | 18.           | visszalépett | visszalépett | visszalépett | kiesett    | kiesett     | kiesett     |
| Nicolas Touzaint                                                           | Hildago de l'ille  | Egyéni      | 47,60       | 27.         | 7,60          | 55,20         | 27.           | 2,00         | 57,20        | 21.          | 7,00       | 64,20       | 17.         |
| Lionel Guyon Aurélien Khan Denis Mesples Donatien Schauly Nicolas Touzaint | lásd fentebb       | Csapat      | 142,90      | 9           | 34,80         | 177,70        | 7.            |              |              |              | 52,90      | 230,60      | 8.          |

## Műugrás
Férfi
| Versenyző       | Versenyszám    | Selejtező | Selejtező | Elődöntő | Elődöntő | Döntő   | Döntő    |
| Versenyző       | Versenyszám    | Pont      | Helyezés  | Pont     | Helyezés | Pont    | Helyezés |
| --------------- | -------------- | --------- | --------- | -------- | -------- | ------- | -------- |
| Matthieu Rosset | Egyéni műugrás | 445,15    | 13.       | 422,50   | 15.      | kiesett | kiesett  |
| Damien Cely     | Egyéni műugrás | 413,30    | 22.       | kiesett  | kiesett  | kiesett | kiesett  |

Női
| Versenyző        | Versenyszám        | Selejtező | Selejtező | Elődöntő | Elődöntő | Döntő   | Döntő    |
| Versenyző        | Versenyszám        | Pont      | Helyezés  | Pont     | Helyezés | Pont    | Helyezés |
| ---------------- | ------------------ | --------- | --------- | -------- | -------- | ------- | -------- |
| Fanny Bouvet     | Egyéni műugrás     | 257,10    | 26.       | kiesett  | kiesett  | kiesett | kiesett  |
| Marion Farissier | Egyéni műugrás     | 248,70    | 27.       | kiesett  | kiesett  | kiesett | kiesett  |
| Audrey Labeau    | Egyéni toronyugrás | 261,05    | 24.       | kiesett  | kiesett  | kiesett | kiesett  |

## Ökölvívás
Férfi
| Versenyző       | Versenyszám     | Selejtező                      | Nyolcaddöntő                    | Negyeddöntő                      | Elődöntő          | Döntő             | Helyezés |
| Versenyző       | Versenyszám     | Ellenfél Eredmény              | Ellenfél Eredmény               | Ellenfél Eredmény                | Ellenfél Eredmény | Ellenfél Eredmény | Helyezés |
| --------------- | --------------- | ------------------------------ | ------------------------------- | -------------------------------- | ----------------- | ----------------- | -------- |
| Jeremy Beccu    | Papírsúly       | Birzsan Zsakipov (KAZ) · 17–18 | kiesett                         | kiesett                          | kiesett           | kiesett           | 17.      |
| Nordine Oubaali | Légsúly         | Ajmal Faisal (AFG) · 22–9      | Raushee Warren (USA) · 19–18    | Michael Conlan (IRL) · 22–18     | kiesett           | kiesett           | 5.       |
| Rachid Azzedine | Könnyűsúly      | Jose Ramirez (USA) · 20–21     | kiesett                         | kiesett                          | kiesett           | kiesett           | 17.      |
| Alexis Vastine  | Váltósúly       | Patrick Wojcicki (GER) · 16–12 | Bjambin Tüvsinbat (MGL) · 13–12 | Tarasz Selesztyuk (UKR) · 18–18+ | kiesett           | kiesett           | 5.       |
| Tony Yoka       | Szupernehézsúly |                                | Simon Kean (CAN) · 16–16+       | kiesett                          | kiesett           | kiesett           | 9.       |

## Öttusa
| Versenyző         | Versenyszám | Vívás    | Vívás | Vívás | Úszás   | Úszás | Úszás | Lovaglás | Lovaglás | Lovaglás | Lovaglás | Futás/Lövészet | Futás/Lövészet | Futás/Lövészet | Futás/Lövészet | Összesen    | Összesen |
| Versenyző         | Versenyszám | Eredmény | Pont  | Hely. | Idő     | Pont  | Hely. | Idő      | Hibapont | Pont     | Hely.    | Lövőhiba       | Idő            | Pont           | Hely.          | Összes pont | Helyezés |
| ----------------- | ----------- | -------- | ----- | ----- | ------- | ----- | ----- | -------- | -------- | -------- | -------- | -------------- | -------------- | -------------- | -------------- | ----------- | -------- |
| Christopher Patte | Férfi       | 16–19    | 784   | 20.** | 2:05,99 | 1292  | 20.   | 76,38    | 84       | 1116     | 21.      | 4              | 10:43,96       | 2428           | 11.            | 5620        | 17.      |
| Amélie Cazé       | Női         | 19–16    | 856   | 11.** | 2:11,33 | 1224  | 4.    | 74,59    | 20       | 1180     | 2.       | 13             | 12:08,71       | 1848           | 32.            | 5108        | 18.      |
| Élodie Clouvel    | Női         | 15–20    | 760   | 25.*  | 2:09,87 | 1244  | 3.    | 90,63    | 140      | 1060     | 27.      | 19             | 12:44,50       | 1704           | 34.            | 4768        | 31.      |

* - két másik versenyzővel azonos eredményt ért el

** - négy másik versenyzővel azonos eredményt ért el

## Sportlövészet
Férfi
| Versenyző              | Versenyszám           | Selejtező | Selejtező | Döntő   | Döntő    |
| Versenyző              | Versenyszám           | Pont      | Helyezés  | Pont    | Helyezés |
| ---------------------- | --------------------- | --------- | --------- | ------- | -------- |
| Franck Dumoulin        | Szabadpisztoly        | 541       | 33.       | kiesett | kiesett  |
| Franck Dumoulin        | Légpisztoly           | 577       | 18.       | kiesett | kiesett  |
| Walter Lapeyre         | Légpisztoly           | 575       | 22.       | kiesett | kiesett  |
| Walter Lapeyre         | Szabadpisztoly        | 554       | 21.       | kiesett | kiesett  |
| Pierre Edmond Piasecki | Légpuska              | 596       | 8.        | 699,1   | 6.       |
| Jérémy Monnier         | Légpuska              | 592       | 26.       | kiesett | kiesett  |
| Valérian Sauveplane    | Sportpuska, összetett | 1167      | 13.       | kiesett | kiesett  |
| Valérian Sauveplane    | Sportpuska, fekvő     | 592       | 22.       | kiesett | kiesett  |
| Cyril Graff            | Sportpuska, fekvő     | 586       | 46.       | kiesett | kiesett  |
| Cyril Graff            | Sportpuska, összetett | 1171      | 3.        | 1271,0  | 4.       |
| Stéphane Clamens       | Trap                  | 119       | 19.       | kiesett | kiesett  |
| Anthony Terras         | Skeet                 | 117       | 17.       | kiesett | kiesett  |

Női
| Versenyző          | Versenyszám           | Selejtező | Selejtező | Döntő   | Döntő    |
| Versenyző          | Versenyszám           | Pont      | Helyezés  | Pont    | Helyezés |
| ------------------ | --------------------- | --------- | --------- | ------- | -------- |
| Céline Goberville  | Sportpisztoly         | 579       | 21.       | kiesett | kiesett  |
| Céline Goberville  | Légpisztoly           | 387       | 3.        | 486,6   |          |
| Stéphanie Tirode   | Légpisztoly           | 375       | 38.       | kiesett | kiesett  |
| Stéphanie Tirode   | Sportpisztoly         | 582       | 14.       | kiesett | kiesett  |
| Laurence Brize     | Légpuska              | 394       | 26.       | kiesett | kiesett  |
| Laurence Brize     | Sportpuska, összetett | 581       | 18.       | kiesett | kiesett  |
| Emilie Evesque     | Sportpuska, összetett | 578       | 25.       | kiesett | kiesett  |
| Emilie Evesque     | Légpuska              | 392       | 33.       | kiesett | kiesett  |
| Delphine Racinet   | Trap                  | 72        | 4.        | 93      | *        |
| Véronique Girardet | Skeet                 | 66        | 10.       | kiesett | kiesett  |

* - két másik versenyzővel azonos eredményt ért el, szétlövés után 2 ponttal a második helyen végzett, így bronzérmet szerzett

## Súlyemelés
Férfi
| Versenyző          | Versenyszám | Szakítás                 | Szakítás                 | Lökés    | Lökés    | Összesen | Helyezés |
| Versenyző          | Versenyszám | Eredmény                 | Helyezés                 | Eredmény | Helyezés | Összesen | Helyezés |
| ------------------ | ----------- | ------------------------ | ------------------------ | -------- | -------- | -------- | -------- |
| Vencelas Dabaya    | 69 kg       | érvényes kísérlet nélkül | érvényes kísérlet nélkül | kiesett  | kiesett  | kiesett  | kiesett  |
| Bernardin Matam    | 69 kg       | érvényes kísérlet nélkül | érvényes kísérlet nélkül | kiesett  | kiesett  | kiesett  | kiesett  |
| Benjamin Hennequin | 85 kg       | érvényes kísérlet nélkül | érvényes kísérlet nélkül | kiesett  | kiesett  | kiesett  | kiesett  |

Női
| Versenyző           | Versenyszám | Szakítás | Szakítás | Lökés    | Lökés    | Összesen | Helyezés |
| Versenyző           | Versenyszám | Eredmény | Helyezés | Eredmény | Helyezés | Összesen | Helyezés |
| ------------------- | ----------- | -------- | -------- | -------- | -------- | -------- | -------- |
| Mélanie Noël-Bardis | 48 kg       | 73       | 9.       | 93       | 9.       | 166      | 10.      |

## Szinkronúszás
| Versenyző                      | Versenyszám | Technikai gyakorlat | Technikai gyakorlat | Selejtező        | Selejtező        | Selejtező  | Selejtező  | Döntő            | Döntő            | Döntő      | Döntő      | Helyezés |
| Versenyző                      | Versenyszám | Technikai gyakorlat | Technikai gyakorlat | Szabad gyakorlat | Szabad gyakorlat | Összesítés | Összesítés | Szabad gyakorlat | Szabad gyakorlat | Összesítés | Összesítés | Helyezés |
| Versenyző                      | Versenyszám | Pont                | Hely.               | Pont             | Hely.            | Pont       | Hely.      | Pont             | Hely.            | Pont       | Hely.      | Helyezés |
| ------------------------------ | ----------- | ------------------- | ------------------- | ---------------- | ---------------- | ---------- | ---------- | ---------------- | ---------------- | ---------- | ---------- | -------- |
| Sarah Labrousse Chloé Willhelm | Páros       | 87,700              | 11.                 | 88,340           | 10.              | 176,040    | 11.        | 88,560           | 10.              | 176,260    | 10.        | 10.      |

## Taekwondo
Női
| Versenyző            | Versenyszám | Nyolcaddöntő                       | Negyeddöntő              | Elődöntő                      | Vigaszág elődöntő | Bronz- mérkőzés          | Döntő                     | Helyezés |
| Versenyző            | Versenyszám | Ellenfél Eredmény                  | Ellenfél Eredmény        | Ellenfél Eredmény             | Ellenfél Eredmény | Ellenfél Eredmény        | Ellenfél Eredmény         | Helyezés |
| -------------------- | ----------- | ---------------------------------- | ------------------------ | ----------------------------- | ----------------- | ------------------------ | ------------------------- | -------- |
| Marlene Harnois      | Pehelysúly  | Yeny Contreras Loyola (CHI) · 14–3 | Hedaya Malak (EGY) · 8–6 | Hou Yuzhuo (CHN) · 3–8        |                   | Hamada Maju (JPN) · 12–8 |                           |          |
| Anne-Caroline Graffe | Nehézsúly   | Natalya Mamatova (UZB) · 17–9      | I Indzsong (KOR) · 7–4   | Glenhis Hernandez (CUB) · 6–4 |                   |                          | Milica Mandić (SRB) · 7–9 |          |

## Tenisz
Férfi
| Versenyző                         | Versenyszám | 64-es főtábla                              | 32-es főtábla                                                   | Nyolcaddöntő                                                      | Negyeddöntő                                                       | Elődöntő                                                               | Bronz- mérkőzés                                                      | Döntő                                                             | Helyezés |
| Versenyző                         | Versenyszám | Ellenfél Eredmény                          | Ellenfél Eredmény                                               | Ellenfél Eredmény                                                 | Ellenfél Eredmény                                                 | Ellenfél Eredmény                                                      | Ellenfél Eredmény                                                    | Ellenfél Eredmény                                                 | Helyezés |
| --------------------------------- | ----------- | ------------------------------------------ | --------------------------------------------------------------- | ----------------------------------------------------------------- | ----------------------------------------------------------------- | ---------------------------------------------------------------------- | -------------------------------------------------------------------- | ----------------------------------------------------------------- | -------- |
| Jo-Wilfried Tsonga                | Egyes       | Thomaz Bellucci (BRA) · 6–7(5–7), 6–4, 6–4 | Miloš Raonić (CAN) · 6–3, 3–6, 25–23                            | Feliciano López (ESP) · 7–6(7–5), 6–4                             | Novak Đoković (SRB) · 4–6, 5–7                                    | kiesett                                                                | kiesett                                                              | kiesett                                                           | 5.       |
| Gilles Simon                      | Egyes       | Mihail Kukuskin (KAZ) · 6–4, 6–2           | Grigor Dimitrov (BUL) · 6–3, 6–3                                | Juan Martín del Potro (ARG) · 1–6, 6–4, 3–6                       | kiesett                                                           | kiesett                                                                | kiesett                                                              | kiesett                                                           | 9.       |
| Julien Benneteau                  | Egyes       | Mihail Juzsnij (RUS) · 7–5, 6–3            | Roger Federer (SUI) · 2–6, 2–6                                  | kiesett                                                           | kiesett                                                           | kiesett                                                                | kiesett                                                              | kiesett                                                           | 17.      |
| Richard Gasquet                   | Egyes       | Robin Haase (NED) · 6–3, 6–3               | Márkosz Pagdatísz (CYP) · 4–6, 4–6                              | kiesett                                                           | kiesett                                                           | kiesett                                                                | kiesett                                                              | kiesett                                                           | 17.      |
| Julien Benneteau Richard Gasquet  | Páros       |                                            | Nagy-Britannia (GBR) · Colin Fleming · Ross Hutchins · 7–5, 6–3 | India (IND) · Mahes Bhúpati · Róhan Bópanna · 6–3, 6–4            | Szerbia (SRB) · Janko Tipsarević · Nenad Zimonjić · 6–4, 7–6(7–3) | Egyesült Államok (USA) · Bob Bryan / · Mike Bryan · 4–6, 4–6           | Spanyolország (ESP) · David Ferrer · Feliciano López · 7–6(7–4), 6–2 |                                                                   |          |
| Michaël Llodra Jo-Wilfried Tsonga | Páros       |                                            | Argentína (ARG) · David Nalbandian · Eduardo Schwank · 6–3, 7–5 | India (IND) · Lijendar Pedzs · Visnu Vardhan · 7–6(7–3), 4–6, 6–3 | Brazília (BRA) · Marcelo Melo · Bruno Soares · 6–4, 6–2           | Spanyolország (ESP) · David Ferrer · Feliciano López · 6-3, 4-6, 18–16 |                                                                      | Egyesült Államok (USA) · Bob Bryan / · Mike Bryan · 4–6, 6–7(2–7) |          |

Női
| Versenyző                        | Versenyszám | Selejtező                           | 32-es főtábla                                            | Nyolcaddöntő      | Negyeddöntő       | Elődöntő          | Vigaszág elődöntő | Bronz- mérkőzés   | Döntő             | Helyezés |
| Versenyző                        | Versenyszám | Ellenfél Eredmény                   | Ellenfél Eredmény                                        | Ellenfél Eredmény | Ellenfél Eredmény | Ellenfél Eredmény | Ellenfél Eredmény | Ellenfél Eredmény | Ellenfél Eredmény | Helyezés |
| -------------------------------- | ----------- | ----------------------------------- | -------------------------------------------------------- | ----------------- | ----------------- | ----------------- | ----------------- | ----------------- | ----------------- | -------- |
| Alizé Cornet                     | Egyes       | Tamira Paszek (AUT) · 7–6(7–4), 6–4 | Daniela Hantuchová (SVK) · 3–6, 0–6                      | kiesett           | kiesett           | kiesett           | kiesett           | kiesett           | kiesett           | 17.      |
| Alizé Cornet Kristina Mladenovic | Páros       |                                     | Kína (CHN) · Peng Suaj · Cseng Csie · 1–6, 7–6(7–3), 3–6 | kiesett           | kiesett           | kiesett           | kiesett           | kiesett           | kiesett           | 17.      |

## Tollaslabda
| Versenyző      | Versenyszám | Csoportkör                                                                            | Csoportkör | Nyolcaddöntő                            | Negyeddöntő       | Elődöntő          | Bronz- mérkőzés   | Döntő             | Helyezés |
| Versenyző      | Versenyszám | Ellenfél Eredmény                                                                     | Hely.      | Ellenfél Eredmény                       | Ellenfél Eredmény | Ellenfél Eredmény | Ellenfél Eredmény | Ellenfél Eredmény | Helyezés |
| -------------- | ----------- | ------------------------------------------------------------------------------------- | ---------- | --------------------------------------- | ----------------- | ----------------- | ----------------- | ----------------- | -------- |
| Brice Leverdez | Férfi egyes | F csoport · Wong Wing Ki (HKG) · 11–21, 16–21 · Edwin Ekiring (UGA) · 21–12, 21–11    | 2.         | kiesett                                 | kiesett           | kiesett           | kiesett           | kiesett           | 17.      |
| Hongyan Pi     | Női egyes   | I csoport · Hadia Hosny (EGY) · 21–11, 21–9 · Chloe Magee (IRL) · 16–21, 21–18, 21–14 | 1.         | Yip Pui Yin (HKG) · 21–13, 12–21, 16–21 | kiesett           | kiesett           | kiesett           | kiesett           | 9.       |

## Torna
Férfi
| Versenyző                                                                   | Versenyszám      | Selejtező | Selejtező | Döntő    | Döntő    |
| Versenyző                                                                   | Versenyszám      | Pontszám  | Helyezés  | Pontszám | Helyezés |
| --------------------------------------------------------------------------- | ---------------- | --------- | --------- | -------- | -------- |
| Cyril Tommasone                                                             | Talaj            | 14,500    | 37.       | kiesett  | kiesett  |
| Cyril Tommasone                                                             | Ugrás            | 15,466    |           | kiesett  | kiesett  |
| Cyril Tommasone                                                             | Korlát           | 15,100    | 20.       | kiesett  | kiesett  |
| Cyril Tommasone                                                             | Nyújtó           | 14,133    | 37.       | kiesett  | kiesett  |
| Cyril Tommasone                                                             | Gyűrű            | 14,166    | 46.       | kiesett  | kiesett  |
| Cyril Tommasone                                                             | Lólengés         | 15,333    | 2.        | 15,141   | 5.       |
| Cyril Tommasone                                                             | Egyéni összetett | 88,698    | 14.       | 87,657   | 16.      |
| Gael da Silva                                                               | Talaj            | 15,400    | 10.       | kiesett  | kiesett  |
| Gael da Silva                                                               | Nyújtó           | 14,966    | 17.       | kiesett  | kiesett  |
| Gael da Silva                                                               | Gyűrű            | 14,366    | 44.       | kiesett  | kiesett  |
| Pierre-Yves Beny                                                            | Talaj            | 14,433    | 39.       | kiesett  | kiesett  |
| Pierre-Yves Beny                                                            | Korlát           | 14,700    | 32.       | kiesett  | kiesett  |
| Pierre-Yves Beny                                                            | Gyűrű            | 14,266    | 45.       | kiesett  | kiesett  |
| Pierre-Yves Beny                                                            | Lólengés         | 13,566    | 41.       | kiesett  | kiesett  |
| Hamilton Sabot                                                              | Korlát           | 15,366    | 9.*       | 15,566   |          |
| Hamilton Sabot                                                              | Nyújtó           | 14,866    | 20.       | kiesett  | kiesett  |
| Hamilton Sabot                                                              | Gyűrű            | 14,533    | 36.       | kiesett  | kiesett  |
| Hamilton Sabot                                                              | Lólengés         | 14,033    | 30.       | kiesett  | kiesett  |
| Yann Cucherat                                                               | Korlát           | 14,900    | 24.       | kiesett  | kiesett  |
| Yann Cucherat                                                               | Nyújtó           | 14,366    | 31.       | kiesett  | kiesett  |
| Pierre-Yves Beny Yann Cucherat Gael da Silva Hamilton Sabot Cyril Tommasone | Csapat összetett | 265,759   | 8.        | 265,441  | 8.       |

Női
| Versenyző                                                                    | Versenyszám      | Selejtező | Selejtező | Döntő    | Döntő    |
| Versenyző                                                                    | Versenyszám      | Pontszám  | Helyezés  | Pontszám | Helyezés |
| ---------------------------------------------------------------------------- | ---------------- | --------- | --------- | -------- | -------- |
| Aurelie Malaussena                                                           | Talaj            | 13,366    | 44.       | kiesett  | kiesett  |
| Aurelie Malaussena                                                           | Ugrás            | 14,033    |           | kiesett  | kiesett  |
| Aurelie Malaussena                                                           | Felemás korlát   | 13,300    | 44.       | kiesett  | kiesett  |
| Aurelie Malaussena                                                           | Gerenda          | 13,700    | 32.       | kiesett  | kiesett  |
| Aurelie Malaussena                                                           | Egyéni összetett | 54,399    | 25.       | 50,166   | 23.      |
| Anne Kuhm                                                                    | Talaj            | 13,533    | 39.       | kiesett  | kiesett  |
| Anne Kuhm                                                                    | Ugrás            | 14,466    |           | kiesett  | kiesett  |
| Anne Kuhm                                                                    | Felemás korlát   | 13,533    | 38.       | kiesett  | kiesett  |
| Anne Kuhm                                                                    | Gerenda          | 12,566    | 55.       | kiesett  | kiesett  |
| Anne Kuhm                                                                    | Egyéni összetett | 54,098    | 29.       | kiesett  | kiesett  |
| Mira Boumejmajen                                                             | Talaj            | 12,933    | 60.       | kiesett  | kiesett  |
| Mira Boumejmajen                                                             | Felemás korlát   | 13,300    | 43.       | kiesett  | kiesett  |
| Mira Boumejmajen                                                             | Gerenda          | 12,966    | 49.       | kiesett  | kiesett  |
| Sophia Serseri                                                               | Talaj            | 12,933    | 61.       | kiesett  | kiesett  |
| Youna Dufournet                                                              | Felemás korlát   | 14,500    | 17.       | kiesett  | kiesett  |
| Youna Dufournet                                                              | Gerenda          | 14,200    | 21.       | kiesett  | kiesett  |
| Mira Boumejmajen Youna Dufournet Anne Kuhm Aurelie Malaussena Sophia Serseri | Csapat összetett | 164,796   | 11.       | kiesett  | kiesett  |

* - egy másik versenyzővel azonos eredményt ért el

### Ritmikus gimnasztika
| Versenyző       | Versenyszám | Selejtező | Selejtező | Selejtező | Selejtező | Selejtező | Selejtező | Selejtező | Selejtező | Selejtező | Selejtező | Döntő   | Döntő   | Döntő   | Döntő   | Döntő    | Döntő    | Döntő   | Döntő   | Döntő    | Döntő    | Helyezés |
| Versenyző       | Versenyszám | Karika    | Karika    | Labda     | Labda     | Buzogány  | Buzogány  | Szalag    | Szalag    | Összesen  | Összesen  | Karika  | Karika  | Labda   | Labda   | Buzogány | Buzogány | Szalag  | Szalag  | Összesen | Összesen | Helyezés |
| Versenyző       | Versenyszám | Pont      | Hely.     | Pont      | Hely.     | Pont      | Hely.     | Pont      | Hely.     | Pont      | Hely.     | Pont    | Hely.   | Pont    | Hely.   | Pont     | Hely.    | Pont    | Hely.   | Pont     | Hely.    | Helyezés |
| --------------- | ----------- | --------- | --------- | --------- | --------- | --------- | --------- | --------- | --------- | --------- | --------- | ------- | ------- | ------- | ------- | -------- | -------- | ------- | ------- | -------- | -------- | -------- |
| Delphine Ledoux | Egyéni      | 27,100    | 14.       | 27,150    | 9.        | 27,250    | 13.       | 26,675    | 13.       | 108,175   | 13.       | kiesett | kiesett | kiesett | kiesett | kiesett  | kiesett  | kiesett | kiesett | kiesett  | kiesett  | 13.      |

### Trambulin
| Versenyző       | Versenyszám | Selejtező | Selejtező | Döntő    | Döntő    |
| Versenyző       | Versenyszám | Pontszám  | Helyezés  | Pontszám | Helyezés |
| --------------- | ----------- | --------- | --------- | -------- | -------- |
| Grégoire Pennes | Férfi       | 107,539   | 7.        | 58,805   | 7.       |

## Triatlon
| Versenyző       | Versenyszám | 1,5 km úszás | Depózás 1 | 40 km kerékpározás | Depózás 2 | 10 km futás | Összesítés | Összesítés |
| Versenyző       | Versenyszám | Idő          | Idő       | Idő                | Idő       | Idő         | Idő        | Helyezés   |
| --------------- | ----------- | ------------ | --------- | ------------------ | --------- | ----------- | ---------- | ---------- |
| David Hauss     | Férfi       | 17:24        | 0:38      | 58:50              | 0:29      | 29:53       | 1:47:14    | 4.         |
| Laurent Vidal   | Férfi       | 17:27        | 0:43      | 58:42              | 0:28      | 30:01       | 1:47:21    | 5.         |
| Vincent Luis    | Férfi       | 17:20        | 0:38      | 58:53              | 0:27      | 31:00       | 1:48:18    | 11.        |
| Jess Harrison   | Női         | 18:39        | 0:43      | 1:06:16            | 0:31      | 35:13       | 2:01:22    | 9.         |
| Emmie Charayron | Női         | 19:48        | 0:39      | 1:06:58            | 0:34      | 34:27       | 2:02:26    | 18.        |
| Carole Péon     | Női         | 19:30        | 0:45      | 1:07:11            | 0:33      | 35:59       | 2:03:58    | 29.        |

## Úszás
Férfi
| Versenyző                                                                              | Versenyszám            | Előfutam | Előfutam | Előfutam | Elődöntő | Elődöntő | Elődöntő | Döntő     | Döntő    |
| Versenyző                                                                              | Versenyszám            | Idő      | Hely.    | Össz.    | Idő      | Hely.    | Össz.    | Idő       | Helyezés |
| -------------------------------------------------------------------------------------- | ---------------------- | -------- | -------- | -------- | -------- | -------- | -------- | --------- | -------- |
| Florent Manaudou                                                                       | 50 m gyors             | 22,09    | 3.       | 7.**     | 21,80    | 3.       | 6.       | 21,34     |          |
| Amaury Leveaux                                                                         | 50 m gyors             | 22,35    | 6.       | 18.      | kiesett  | kiesett  | kiesett  | kiesett   | kiesett  |
| Fabien Gilot                                                                           | 100 m gyors            | 48,95    | 5.       | 14.      | 48,49    | 5.       | 11.      | kiesett   | kiesett  |
| Yannick Agnel                                                                          | 100 m gyors            | 48,93    | 3.       | 12.*     | 48,23    | 5.       | 7.       | 47,84     | 4.       |
| Yannick Agnel                                                                          | 200 m gyors            | 1:46,60  | 1.       | 3.       | 1:45,84  | 2.       | 2.       | 1:43,14   |          |
| Grégory Mallet                                                                         | 200 m gyors            | 1:47,39  | 4.       | 12.      | 1:47,56  | 7.       | 14.      | kiesett   | kiesett  |
| Damien Joly                                                                            | 1500 m gyors           | 15:08,50 | 5.       | 14.      |          |          |          | kiesett   | kiesett  |
| Anthony Pannier                                                                        | 1500 m gyors           | 15:24,08 | 8.       | 20.      |          |          |          | kiesett   | kiesett  |
| Amaury Leveaux Fabien Gilot Clément Lefert Yannick Agnel Alain Bernard Jérémy Stravius | 4 × 100 m gyorsváltó   | 3:13,38  | 1.       | 4.       |          |          |          | 3:09,93   |          |
| Amaury Leveaux Grégory Mallet Clément Lefert Yannick Agnel Jérémy Stravius             | 4 × 200 m gyorsváltó   | 7:09,18  | 1.       | 2.       |          |          |          | 7:02,77   |          |
| Camille Lacourt                                                                        | 100 m hát              | 53,51    | 1.       | 4.       | 53,03    | 1.       | 2.       | 53,08     | 4.       |
| Benjamin Stasiulis                                                                     | 200 m hát              | 1:59,52  | 7.       | 24.      | kiesett  | kiesett  | kiesett  | kiesett   | kiesett  |
| Giacomo Perez-Dortona                                                                  | 100 m mell             | 1:00,59  | 1.       | 17.      | kiesett  | kiesett  | kiesett  | kiesett   | kiesett  |
| Clément Lefert                                                                         | 100 m pillangó         | 53,22    | 7.       | 30.      | kiesett  | kiesett  | kiesett  | kiesett   | kiesett  |
| Camille Lacourt Giacomo Perez-Dortona Romain Sassot Yannick Agnel                      | 4 × 100 m vegyes váltó | 3:34,60  | 6.       | 10.      |          |          |          | kiesett   | kiesett  |
| Julien Sauvage                                                                         | 10 km nyílt vízi       |          |          |          |          |          |          | 1:50:51,3 | 11.      |

Női
| Versenyző                                                                                   | Versenyszám            | Előfutam | Előfutam | Előfutam | Elődöntő | Elődöntő | Elődöntő | Döntő     | Döntő    |
| Versenyző                                                                                   | Versenyszám            | Idő      | Hely.    | Össz.    | Idő      | Hely.    | Össz.    | Idő       | Helyezés |
| ------------------------------------------------------------------------------------------- | ---------------------- | -------- | -------- | -------- | -------- | -------- | -------- | --------- | -------- |
| Anna Santamans                                                                              | 50 m gyors             | 25,23    | 6.       | 15.      | 24,94    | 4.       | 10.*     | kiesett   | kiesett  |
| Charlotte Bonnet                                                                            | 100 m gyors            | 55,12    | 7.       | 20.      | kiesett  | kiesett  | kiesett  | kiesett   | kiesett  |
| Ophélie Etienne                                                                             | 200 m gyors            | 1:59,15  | 7.       | 17.*     | kiesett  | kiesett  | kiesett  | kiesett   | kiesett  |
| Camille Muffat                                                                              | 200 m gyors            | 1:58,49  | 3.       | 12.      | 1:56,18  | 3.       | 3.       | 1:55,58   |          |
| Camille Muffat                                                                              | 400 m gyors            | 4:03,29  | 1.       | 1.       |          |          |          | 4:01,45   |          |
| Coralie Balmy                                                                               | 400 m gyors            | 4:03,56  | 1.       | 3.       |          |          |          | 4:05,95   | 6.       |
| Coralie Balmy                                                                               | 800 m gyors            | 8:27,15  | 4.       | 8.       |          |          |          | 8:29,26   | 7.       |
| Camille Muffat Charlotte Bonnet Ophélie Etienne Coralie Balmy Margaux Farrell Mylene Lazare | 4 × 200 m gyorsváltó   | 7:52,88  | 3.       | 5.       |          |          |          | 7:47,49   |          |
| Alexianne Castel                                                                            | 100 m hát              | 1:00,16  | 6.       | 14.      | 1:00,24  | 6.       | 3.       | kiesett   | kiesett  |
| Alexianne Castel                                                                            | 200 m hát              | 2:08,92  | 2.       | 6.       | 2:08,24  | 4.       | 5.       | 2:08,43   | 7.       |
| Laure Manaudou                                                                              | 200 m hát              | 2:14,29  | 8.       | 30.      | kiesett  | kiesett  | kiesett  | kiesett   | kiesett  |
| Laure Manaudou                                                                              | 100 m hát              | 1:01,03  | 8.       | 22.      | kiesett  | kiesett  | kiesett  | kiesett   | kiesett  |
| Fanny Babou                                                                                 | 100 m mell             | 1:09,76  | 3.       | 32.      | kiesett  | kiesett  | kiesett  | kiesett   | kiesett  |
| Justine Bruno                                                                               | 100 m pillangó         | 1:01,14  | 6.       | 38.      | kiesett  | kiesett  | kiesett  | kiesett   | kiesett  |
| Lara Grangeon                                                                               | 400 m vegyes           | 4:44,28  | 7.       | 18.      |          |          |          | kiesett   | kiesett  |
| Laure Manaudou Fanny Babou Justine Bruno Charlotte Bonnet                                   | 4 × 100 m vegyes váltó | 4:05,53  | 7.       | 14.      |          |          |          | kiesett   | kiesett  |
| Ophelie Aspord                                                                              | 10 km nyílt vízi       |          |          |          |          |          |          | 1:58:43,1 | 6.       |

* - egy másik versenyzővel azonos eredményt ért el

** - két másik versenyzővel azonos eredményt ért el

## Vitorlázás
Férfi
| Versenyző                          | Versenyszám        | Futam | Futam | Futam | Futam | Futam | Futam | Futam | Futam | Futam | Futam | Futam | Futam | Futam | Futam | Futam | Futam | Pontszám | Helyezés |
| Versenyző                          | Versenyszám        | 1     | 2     | 3     | 4     | 5     | 6     | 7     | 8     | 9     | 10    | 11    | 12    | 13    | 14    | 15    | É     | Pontszám | Helyezés |
| ---------------------------------- | ------------------ | ----- | ----- | ----- | ----- | ----- | ----- | ----- | ----- | ----- | ----- | ----- | ----- | ----- | ----- | ----- | ----- | -------- | -------- |
| Julien Bontemps                    | Szörfvitorlázás    | (23)  | 14    | 2     | 5     | 5     | 4     | 17    | 5     | 8     | 6     |       |       |       |       |       | 4     | 70       | 5.       |
| Jean-Baptiste Bernaz               | Laser              | 3     | 21    | 6     | 9     | 19    | 11    | 2     | 18    | 20    | (34)  |       |       |       |       |       | 10    | 119      | 10.      |
| Jonathan Lobert                    | Finn dingi         | 9     | 4     | 4     | 2     | 6     | 7     | 5     | (10)  | 3     | 7     |       |       |       |       |       | 2     | 49       |          |
| Vincent Garos Pierre Leboucher     | 470-es osztály     | 9     | 10    | (11)  | 6     | 10    | 2     | 19    | 11    | 4     | 11    |       |       |       |       |       | 16    | 90       | 7.       |
| Pierre-Alexis Ponsot Xavier Rohart | Csillaghajó        | 1     | 13    | 10    | 11    | 12    | (14)  | 12    | 6     | 6     | 8     |       |       |       |       |       | 8     | 86       | 9.       |
| Stephane Christidis Manu Dyen      | Könnyű 49-es dingi | 1     | 9     | 9     | 12    | 1     | 10    | 12    | 13    | 10    | (21)  | 2     | 5     | 10    | 7     | 14    | 12    | 127      | 6.       |

Női
| Versenyző                        | Versenyszám     | Futam | Futam | Futam | Futam | Futam | Futam | Futam | Futam | Futam | Futam | Futam   | Pontszám | Helyezés |
| Versenyző                        | Versenyszám     | 1     | 2     | 3     | 4     | 5     | 6     | 7     | 8     | 9     | 10    | É       | Pontszám | Helyezés |
| -------------------------------- | --------------- | ----- | ----- | ----- | ----- | ----- | ----- | ----- | ----- | ----- | ----- | ------- | -------- | -------- |
| Charline Picon                   | Szörfvitorlázás | 9     | 11    | 5     | 7     | 10    | 6     | (12)  | 10    | 11    | 6     | 14      | 89       | 8.       |
| Sarah Steyaert                   | Laser radial    | 21    | 14    | 19    | 12    | 11    | (26)  | 10    | 19    | 22    | 15    | kiesett | 143      | 16.      |
| Mathilde Géron Camille Lecointre | 470-es osztály  | 10    | (17)  | 1     | 8     | 12    | 3     | 7     | 6     | 3     | 5     | 10      | 65       | 4.       |

| Versenyző                               | Versenyszám | Csoportkör | Csoportkör | Csoportkör | Csoportkör | Csoportkör | Csoportkör | Csoportkör | Csoportkör | Csoportkör | Csoportkör | Csoportkör | Csoportkör | Csoportkör | Kieséses szakasz          | Kieséses szakasz | Kieséses szakasz | Helyezés |
| Versenyző                               | Versenyszám | POR        | AUS        | NED        | SWE        | USA        | GBR        | ESP        | DEN        | NZL        | RUS        | FIN        | Pont       | Hely.      | Negyeddöntő               | Elődöntő         | Döntő            | Helyezés |
| --------------------------------------- | ----------- | ---------- | ---------- | ---------- | ---------- | ---------- | ---------- | ---------- | ---------- | ---------- | ---------- | ---------- | ---------- | ---------- | ------------------------- | ---------------- | ---------------- | -------- |
| Elodie Bertrand Claire Leroy Marie Riou | Elliott 6 m | 1–0        | 0–1        | 1–0        | 1–0        | 0–1        | 0–1        | 0–1        | 1–0        | 1–0        | 1–0        | 0–1        | 6          | 6.         | Spanyolország (ESP) · 0–3 | kiesett          | kiesett          | 6.       |

## Vívás
Férfi
| Versenyző                                                     | Versenyszám       | Selejtező         | 32-es főtábla                       | Nyolcaddöntő                  | Negyeddöntő                                                                                                  | Elődöntő                                                                                             | Bronz- mérkőzés   | Döntő                                                                      | Helyezés |
| Versenyző                                                     | Versenyszám       | Ellenfél Eredmény | Ellenfél Eredmény                   | Ellenfél Eredmény             | Ellenfél Eredmény                                                                                            | Ellenfél Eredmény                                                                                    | Ellenfél Eredmény | Ellenfél Eredmény                                                          | Helyezés |
| ------------------------------------------------------------- | ----------------- | ----------------- | ----------------------------------- | ----------------------------- | --- | --- | ----------------- | -------------------------------------------------------------------------- | -------- |
| Victor Sintes                                                 | Tőr, egyéni       | erőnyerő          | Csida Kenta (JPN) · 15–11           | Lej Seng (CHN) · 6–15         | kiesett | kiesett                                                                                              | kiesett           | kiesett                                                                    | 9.       |
| Erwann Le Péchoux                                             | Tőr, egyéni       | erőnyerő          | Enzo Lefort (FRA) · 15–9            | Cshö Bjongcshol (KOR) · 13–15 | kiesett | kiesett                                                                                              | kiesett           | kiesett                                                                    | 9.       |
| Enzo Lefort                                                   | Tőr, egyéni       | erőnyerő          | Erwann Le Péchoux (FRA) · 9–15      | kiesett                       | kiesett | kiesett                                                                                              | kiesett           | kiesett                                                                    | 17.      |
| Yannick Borel                                                 | Párbajtőr, egyéni |                   | Dmitro Karjucsenko (UKR) · 15–10    | Fabian Kauter (SUI) · 15–11   | Bartosz Piasecki (NOR) · 14–15                                                                               | kiesett                                                                                              | kiesett           | kiesett                                                                    | 5.       |
| Gauthier Grumier                                              | Párbajtőr, egyéni |                   | Bartosz Piasecki (NOR) · 13–14      | kiesett                       | kiesett | kiesett                                                                                              | kiesett           | kiesett                                                                    | 17.      |
| Erwann Le Péchoux Enzo Lefort Marcel Marcilloux Victor Sintes | Tőr, csapat       |                   |                                     |                               | Egyesült Államok (USA) · Gerek Meinhardt · Miles Chamley-Watson · Race Imboden · Alexander Massialas · 39–45 | 5–8. helyért · Nagy-Britannia (GBR) · James-Andrew Davis · Laurence Halstead · Richard Kruse · 29–45 |                   | 7. helyért · Kína (CHN) · Lej Seng · Zhang Liangliang · Ma Jianfei · 33–45 | 8.       |
| Bolade Apithy                                                 | Kard, egyéni      | erőnyerő          | Aljakszandr Bujkevics (BLR) · 11–15 | kiesett                       | kiesett | kiesett                                                                                              | kiesett           | kiesett                                                                    | 17.      |

Női
| Versenyző                                                  | Versenyszám       | Selejtező         | 32-es főtábla                  | Nyolcaddöntő                  | Negyeddöntő                                                                                | Elődöntő                                                                            | Bronz- mérkőzés   | Döntő                                                                     | Helyezés |
| Versenyző                                                  | Versenyszám       | Ellenfél Eredmény | Ellenfél Eredmény              | Ellenfél Eredmény             | Ellenfél Eredmény                                                                          | Ellenfél Eredmény                                                                   | Ellenfél Eredmény | Ellenfél Eredmény                                                         | Helyezés |
| ---------------------------------------------------------- | ----------------- | ----------------- | ------------------------------ | ----------------------------- | ------------------------------------------------------------------------------------------ | ----------------------------------------------------------------------------------- | ----------------- | ------------------------------------------------------------------------- | -------- |
| Laura Flessel-Colovic                                      | Párbajtőr, egyéni | erőnyerő          | Courtney Hurley (USA) · 15–12  | Simona Gherman (ROU) · 13–15  | kiesett                                                                                    | kiesett                                                                             | kiesett           | kiesett                                                                   | 9.       |
| Astrid Guyart                                              | Tőr, egyéni       | erőnyerő          | Eman Gabert (EGY) · 15–2       | Ínesz Búbakri (TUN) · 5–15    | kiesett                                                                                    | kiesett                                                                             | kiesett           | kiesett                                                                   | 9.       |
| Corinne Maîtrejean                                         | Tőr, egyéni       | erőnyerő          | Natalia Sheppard (GBR) · 15–5  | Szugavara Csieko (JPN) · 9–15 | kiesett                                                                                    | kiesett                                                                             | kiesett           | kiesett                                                                   | 9.       |
| Ysaora Thibus                                              | Tőr, egyéni       | erőnyerő          | Inna Gyeriglazova (RUS) · 15–8 | Ikehata Kanae (JPN) · 11–15   | kiesett                                                                                    | kiesett                                                                             | kiesett           | kiesett                                                                   | 9.       |
| Anita Blaze Astrid Guyart Corinne Maitrejean Ysaora Thibus | Tőr, csapat       |                   |                                |                               | Lengyelország (POL) · Sylwia Gruchała · Martyna Synoradzka · Małgorzata Wojtkowiak · 42–31 | Olaszország (ITA) · Elisa Di Francisca · Arianna Errigo · Valentina Vezzali · 31–45 |                   | Dél-Korea (KOR) · Nam Hjonhi · Cson Hiszuk · O Hana · Csong Girok · 32–45 | 4.       |
| Leonore Perrus                                             | Kard, egyéni      |                   | Nakajama Szeira (JPN) · 12–15  | kiesett                       | kiesett                                                                                    | kiesett                                                                             | kiesett           | kiesett                                                                   | 17.      |